# 仮面ライダー バトライド・ウォー
『仮面ライダー バトライド・ウォー』（かめんライダー バトライドウォー）は、バンダイナムコゲームス（後のバンダイナムコエンターテインメント）のバンダイレーベルより2013年5月23日に発売されたPlayStation 3用ゲームソフト。特撮テレビドラマ「仮面ライダーシリーズ」を題材としたアクションゲーム。
2014年6月26日にはシリーズ第2作『仮面ライダー バトライド・ウォーII』（かめんライダー バトライドウォー ツー、以下『II』と略称）がPlayStation 3とWii Uの2機種で同時発売。
2016年2月25日にはシリーズ第3作『仮面ライダー バトライド・ウォー創生』（かめんライダー バトライドウォー そうせい、以下『創生』と略称）がPlayStation 3、PlayStation 4、PlayStation Vitaの3機種で発売された。
これらについても本記事で合わせて解説する（下記以降は特記ない場合、第1作目の解説）。
キャッチコピーは「戦いは蘇り、新たな歴史になる----」、「究極の力が集いし時、激情の戦いが蘇る----（『II』）」、「時代を超え、役者は揃った。（『創生』）」。

## 概要
「仮面ライダーシリーズ」のゲーム作品としては初めてHD画質に対応し、CEROレーティングが「B（12才以上対象）」となった初の作品である。本作品では、『仮面ライダークウガ』から2013年春当時の最新作『仮面ライダーウィザード』までの「平成仮面ライダーシリーズ」の仮面ライダーや怪人が登場。無双風のアクションゲームだが、単純な爽快感や扱いやすさに目をつぶってでも原作再現を優先するなど、コンセプトは異なっている。
原作へのオマージュとしてプレイ中の随所で作品のクライマックスシーンに沿ったシナリオが再現された他、ライダーや怪人の声には可能な限り原作と同じ俳優や声優が起用された。電子音声もしっかり収録されている。またミッションクリア時には使用キャラクターが登場した原作と同様のエフェクトで締めくくられる。短いながらも、クロニクルモードの各主役ライダーとの戦闘時などに音声付きでのオリジナルの掛け合いも存在する（フリーミッションまたは再プレイでないと不可能な組み合わせもすべて網羅されている）。
また2013年8月末までの限定生産として、ゲーム内のBGMとして使用されるライダーの主題歌や挿入歌を全30曲収録した『プレミアムTVサウンドエディション』も発売された。通常のものに加え状況に応じて流す音楽が変わる「ドラマチック」という設定も可能。ただし、この場合はロード時間が長くなるという欠点がある。
『II』は前作のシステムを受け継ぎつつ、下記の3つをパワーアップポイントとしている。
1. 「鎧武」 - 2014年春当時の最新ライダー『仮面ライダー鎧武/ガイム』が参戦。同主役ライダーの鎧武を中心に据えた物語が展開される。
2. 「映画」 - 歴代ライダーの映画で描かれたバトル・シナリオ・ステージを多数再現。また、前作で好評だった限定生産版は『プレミアムTV&MOVIEサウンドエディション』と名を改め、劇場版の主題曲も含めた全40曲が収録される。
3. 「究極」 - ライダーのパワーアップフォームの中でも、特に劇場版オリジナルの「究極フォーム」が優先的に登場する。

『II』のWii U版はMiiverseおよびインターネットブラウザーでの画像投稿は不可能。
『創生』はシリーズ初の要素が3つある。
1. 昭和ライダー参戦 - 初代『仮面ライダー』から2016年冬当時の最新ライダー『仮面ライダーゴースト』までのテレビシリーズ26作品から主役級ライダーが登場。平成ライダーシリーズからは、主役級以外のライダーも多く登場。
2. 「本郷猛」が登場 - 仮面ライダー1号のみ『バトライド・ウォー』シリーズ初となる、変身前の姿で戦うことが可能。
3. PlayStation 4初のライダーゲーム - 従来のPlayStation 3に加えてPlayStation Vitaでもリリース。

恒例の限定版は『メモリアルTVサウンドエディション』として、全45曲が収録される（PS3・PS4版のみの発売）。

## システム
戦闘システム
基本的に3Dフィールドにいる無数の敵や障害を薙ぎ払い、マップやナビゲートに従って目的を達成していく。短期間かつダメージを受けずに敵に攻撃を当て続けると、連続ヒットコンボが成立する。コンボは一部のスキルの条件になっているほか、評価・経験値の対象となる。戦闘面についてはさほどメリットはないため、コンボが繋がりづらいキャラクターでも致命的な欠点になりづらい。主な操作アクションは以下の通りである（括弧内は初期設定でのボタン）。レベルアップによって通常技や必殺技のバリエーションが増えたり、既存の技に特殊効果が追加されるキャラクターもいる。
『II』において、前作で習得された技は既に習得済み・攻撃を受けてもコンボが途切れない・敵の撃破数がリザルトに影響しない・コンボ回数がそのまま経験値に加算される、といった変更がなされた。
画面左下にはバックルなど変身ツールが表示されており、フォームや必殺技使用によって変化する。
プレイヤーが行えるアクションのうち、通常攻撃・必殺技・ガード・回避・ライダーグライドはボスも使ってくる。
通常攻撃（□）
弱攻撃を繰り出す。隙がないため、連打するだけでコンボが稼ぎやすい。
ジャンプ（×）
跳躍する。空中から、さらに通常攻撃や必殺技のボタンで独自の攻撃を繰り出す（空中からの必殺技攻撃は2タイプのボタンで技は共通（一部キャラを除く））。キャラクターやフォームによっては、さらに×ボタンを押すことで滑空することも可能。
ガード（L1）
ファイティングポーズをとって前面の攻撃を防御する。カメラアングルを自分の後方からの視点にリセットする効果も持つ。ただし耐久力に限界があり、連続で攻撃を防ぎすぎるとガードが解除された後、満身創痍になってしばらく行動不能になる。
何も操作していない状態で攻撃を受けると「オートガード」となるが、L1ボタン入力によるガードより耐久効果が低い。
必殺技（△、○、△+○）
威力の高い技を発動する。技は各ボタンの2タイプと同時押しの計3タイプが存在する。ボスとの戦闘中では相手の体力がゼロに近づくと、必ず同時押しでの必殺技で止めを刺すようにとアイコンで促される。『II』ではこの制限はなくなり、必殺技であればどれでも撃破できる。なお、セルメダルが必要なバースバスター（バース）などの一部例外を除けば、実質上通常攻撃と同じく使用は無制限。ただし必殺技を繰り出すモーションで隙ができたり、コンボが途切れてしまう場合がある。
『II』では通常攻撃から直接必殺技に繋げることで、ウィザードやオーズのように発動前に隙ができる技の一部を省略して放つことができるようになった。
フォームチェンジ、固有能力（十字キー、R1）
画面左下に表示されている形態に姿を変える。一部はフォームチェンジの代わりに固有能力を発動するキャラクター（龍騎、バースなど）もいる。変身時は、原作と同様にカメラアングルが一時的に正面に移動するキャラクターもいる。
超必殺技（R2）
ライフゲージに並列している「超必殺ゲージ」が満タンになると発動可能。そのキャラクターの最強形態に変身し、超必殺技を放つことができる。その後、ゲージが尽きるまで最強形態で戦闘可能となり、後述の連続ヒットが途切れなくなる（持続時間はレベルアップなどで増加する）。フォームチェンジとは異なり、変身モーションがない。なお、一部のライダーは後述のバイクに搭乗するアクションで初期形態に戻せるが、それ以外のキャラクターは一度最強形態になると、エネルギーが尽きるまで解除できない。
例外として、原作再現ミッションで強制的に最強形態に変身する場合があるが、こちらは時間制限はない。ただし、コンボ継続効果はなくなり、R2ボタンの動作は超必殺技を放つだけのものとなっている。
究極形態
『II』より全プレイアブルキャラクターに追加されたシステム。最強形態で敵にダメージを与えると究極ゲージが上昇し、究極ゲージが最大になっている状態で最強形態中に再びR2ボタンを押すことで発動できる。ただし、究極形態はクロニクルモードでキャラクターごとに用意された特定のミッションをクリアするまで使用できない。キャラクターによっては究極形態で別のフォームに変身する。さらに、究極形態変身中は敵の動きがスローになり、ほぼ一方的に攻撃することが可能。
『創生』では超必殺ゲージが半分なら超必殺技を、ゲージが最大かつ最強フォーム中にゲージがなくなる前に再びR2ボタンを入力すると究極形態を発動できる。前作と違い敵の動きがスロー状態ではなくなり自分の動作が少し速くなるように変更された。
ライダーグライド（□+×）
超必殺のゲージをある程度消費し、短時間だけ無敵状態になって突撃技を出す。予備動作として全身がややピンク色に光る（本作品におけるスーパーアーマー表現）。敵キャラクターも同様の予備動作で反撃することがあるため、注意が必要。
ライダーキャンセル（×）
『II』より全プレイアブルキャラクターに追加されたアクション。攻撃行動の直後に入力することで攻撃の隙を消し、よりコンボを繋げやすくなる。このキャンセル時の行動は攻撃判定のある突進や姿を消しての後退などキャラクターによって異なる。
バイク乗車（L2）
バイクに搭乗し、高速移動が可能。この状態になると、ボタンも「ドリフト」や「ウィリー」など専用の操作に変更される。乗り込む瞬間は無敵だが、ある程度攻撃を受けると解除されてしまう。なおこの状態での直接攻撃はできず、敵陣に突撃すると自動的に相手がよける。耐久度・加速・最高速・コーナリングなどの性能はマシンによって異なる。フィールド上に「バイクサークル」という金色に光る円形のオブジェクトが存在していることがあり、バイクで通過すればショップポイントが入手できる。
走行中にL2ボタンを押すことで飛び降りることができ、ジャンプと同様の空中攻撃を放つことができる。
ビーストなど一部のキャラクターはバイクに乗らず、飛行やダッシュといったものもある。それらはバイクサークルを通過することができない。
アタックブラスト（ジャンプ中に○）
『創生』より追加されたアクション。ジャンプ台などで宙に浮いているときに○ボタンを押すと、着地した際に発生する衝撃波で敵を攻撃できる。
滑空（空中で×）
空中で前方に移動する。「滑空」とあるが、実質は「空中ダッシュ」。通常はアクセルブースターやブレイド ジャックフォーム、スカイライダーなど主に飛翔能力を持つ特定のキャラクターしか使えないが、あるフィギュアを装備することでどのキャラクターでも使用できる。
クロニクルモード
いわゆるストーリーモード。クリアすることで使用するライダーやショップの商品が増えていく。一度クリアしたミッションはフリーミッションで自由に選択できる。記憶系ミッションや原作再現ミッションなど、使用できるキャラクターに制限がある場合がある。
フリーミッションでは、原作再現ミッションなどでのキャラクター制限は解除されるが、本来の使用ライダー以外は原作再現ムービーなどが省略される。
『創生』では一度クリアしたミッションはある程度進めるまで再プレイできなくなる。また、後述するフィギュアはストーリーモード上でしか入手できない（フリーモードではフィギュアの入った箱自体が出現しない）。
ライダーロード
ステータスがLv.1相当・体力回復不可など、様々なコンセプトのもとで3つのステージをクリアするモード。クリアすることでステータスを強化できるほか、フィギュアが入手できる（入手済みの場合、ショップポイントに変換される）。ステージクリアごとに経験値が加算され、フィギュアの交換などができる（キャラクターの変更は不可）。
3つのステージ全てをA以上の評価でクリアすると、一定時間大ショッカー戦闘員を倒し続けるボーナスステージに入れる。
サバイバルモード
『II』では名称が「サバイバルモード」に変化し、クリア時の体力を引き継いで連続でミッションをクリアする仕様（様々な条件が付くのはライダーロード同様）。全て踏破することでショップに陳列されるフィギュアが増える。代わりに、ステータスのアップはなくなった。
踏破に必要なミッション数はモードごとに固定で、ミッションは段階ごとに4つ用意される。それぞれに難易度と入手フィギュアのランクと数が表示され、その中から任意に選択することができる。また、クリア時の評価がAランク以上だった場合、1つだけ入手フィギュアが1ランクアップする。
またミッション選択前にイベントが発生することがあり、敵の攻撃力の増加や一部アイテム使用不可などデメリットのあるものから、体力や超必殺ゲージを回復してくれるなど有益なものまで様々な種類が発生する。
タイムサバイバルモード
『創生』では名称が「タイムサバイバルモード」に変化し、様々な条件が付加されたミッションを時間内にクリアする仕様になった。踏破に必要なミッション数はそれぞれ異なり、全てクリアするとレアなフィギュアを獲得できる。全部で7ステージあり、ストーリーモードの特定ミッションに現れるショッカー研究員を倒すと解放される。各ミッションにはコンボ数や撃破数などの目標が設定されており、これらを達成することで制限時間を増やすことができる。
フィギュア
ショップなどで入手でき、装備することでキャラクターにコンボカウントアップやステータス強化などのスキルを追加できる。最初はBランク以下限定で1つしか装備できないが、レベルが上がると制限が解除され、最大3つまで装備可能。ランクが高いほど強力な効果を持つが、そのほとんどは「ガード不能になる」、「本来より体力の最大値が減る」など他のステータスを代価にするというデメリットが多い。
ギャラリーモードで鑑賞することもできる。
『II』では、サバイバルモードをクリアするか各ライダーのレベルが50になるかしないと陳列されない。また、スキルの他に体力・攻撃力・防御力・変身時間にフィギュアごとに決まったステータス補正が得られる。フィギュアによっては強力な補正がある代わりにスキルなしもしくはマイナススキルしかない場合もある。また、経験値によってレベルアップするようになっており、ステータス補正が強化される（スキル自体は変化しない）。最大レベルは9。
『創生』ではショップで購入できなくなったが、ストーリーモードのミッション上の箱や一部のレアなフィギュアはサブモードで入手することが可能。どのミッションでいくつフィギュアを入手できるかはミッション画面で確認できる。また、パートナーにもフィギュアを装備することができる。
フィギュア変化
レベル9になったフィギュアは、ショップで変化させることができる。変化したフィギュアは、変化前よりもステータス補正が強化された上でレベル1に戻る（レベルアップは変化前より遅くなる）。レベルアップ同様、スキルは変化しない。
パートナーライダーシステム
『II』より追加されたシステム。特定の手順でミッション開始前に選択したパートナーのライダーを召喚して一時的に加勢させる。プレイアブルキャラクターだけでなく、サブライダーも一部を除いて使用可能。繰り返し同じライダーを連れて行くことで親密度が上昇し、親密度が一定以上に上がることで使用できる攻撃パターンが増加する。
使用するには時間経過で上昇するゲージが必要となる。
ダブルライダーシステム
『創生』より追加されたシステムで、パートナーライダーシステムを発展させたもの。パートナーには体力が存在するほか、ミッションをクリアすると共にレベルアップする。また、アタック・ガード・サポートなどのパートナーの大まかな行動パターンやアシストアタックの発動タイミングも任意で指示できる。2人で戦闘を行うと「タッグボルテージ」が蓄積され、ゲージが一定量になると3段階のボーナスが解放される他、ゲージを消費してパートナーの持つスキルを発動できるようになる。ゲージが最大になると「ダブルライダーフィニッシュ」が発動が可能になり、発動するとプレイヤーの攻撃力が大幅に上昇して敵の動きがゆっくりになる。さらに時間切れになった際は周囲の敵に大ダメージを与える「ダブルライダーキック」が発動する（操作中のライダーは変身中の形態がそのまま反映される）。
フォーム選択
ミッション開始前に2種類の最強形態から1つを選択することが可能。選択しなかったフォームはミッション中で使用できない。
『II』ではフォーゼとウィザードが該当し、『創生』では鎧武も追加された。
ライダーソウル
『創生』より追加されたアイテム。ステージ上の箱や戦闘後のリザルト画面で入手可能で、キャラクター選択画面で使用することで戦闘に参加していないキャラクターでもレベルアップが行える。
バリア
『創生』より追加された仕様。一部のボスは球体状のバリアを身に纏っており、破壊しない限りは一切ダメージを与えられない。バリアはダメージを与えることで色が青→黄色→赤と変化し、破壊されるとボスは一時的にひるむ。ただし、一定時間が経過するとバリアを再び張られてしまう。

## ストーリー

### バトライド・ウォー
ある日、ウィザードは自分の記憶を失い、突如現れたディケイドたちに襲われる。またしてもライダー大戦が勃発しそうになってしまうが、そんなウィザードの危機を救ったのは「カナリア」と名乗るものであった。彼女の協力もあってウィザードは自分の記憶を取り戻す。他のライダーたちも自分のように「鳥籠」という異空間に閉じ込められ、仮面ライダーとしての記憶を失っていた。彼らを救うため、ウィザードは戦いに赴く。

### バトライド・ウォーII
異世界で武神鎧武との戦いを終えた鎧武、バロン、龍玄ら三人のアーマードライダーは後にした筈のイエヤス城の前で徳田新之助と名乗る侍に出会い、街を襲う物の怪を共に退治するように頼まれる。状況を飲み込めないまま現れた怪人たちを倒していくが、次々と現れる敵の物量に押され敗北を喫した。意識を取り戻した三人は映画館のような場所で横たわっており、二人の子供「レイト」「レイナ」を連れた「シネマ」と名乗る怪人が「最高のショーを用意した」と言い放ち鎧武たちを再び別の場所へ飛ばす。そこはWとエターナルの決戦の地、風都タワーだった。

### バトライド・ウォー創生
昭和ライダーと平成ライダーが協力して怪人たちと戦っていた時、1号が消滅したのを皮切りに突如空が赤黒く変化し、次々と仮面ライダーたちが消滅する。その中でゴーストと電王は消滅を免れるものの、遂に電王の身にも異変が起きると共に怪人たちの総攻撃が始まる。2人は窮地に陥ってしまうが、イマジンたちの手配したデンライナーにすんでのところで救われる。イマジンたちの話によれば、仮面ライダーたちが消滅した原因は何者かによる大規模歴史改変の結果によって引き起こされたものであり、それを阻止して仮面ライダーたちを救うためにゴーストと電王は行動を開始する。最初に救うライダーはゴーストの直感でドライブに決定し、デンライナーはドライブが存在した2014年に飛ぶのだった。

## 登場キャラクター
名前の横の括弧内は登場作品。また便宜上、フォームチェンジを行うライダーでも基本形態に名称が定められていない者には「ノーマル」と表記。一部のキャラクターは同一のライダーでも別キャラクター枠として扱われることもある（各説明を参照）。
担当声優に関しては、明確な出典があるものを除き、原作で演じていた本人が収録しているキャラのみ記載する。本人が演じている場合は太字で表記。

### 『初代』より登場

#### プレイアブルキャラクター（初代）
仮面ライダーウィザード（『仮面ライダーウィザード』）
- 登場形態：フレイムスタイル、ウォータースタイル、ハリケーンスタイル、ランドスタイル、フレイムドラゴン、ウォータードラゴン、ハリケーンドラゴン、ランドドラゴン、インフィニティードラゴン
- 最強形態：オールドラゴン / インフィニティースタイル（『II』より）
- 究極形態：スペシャルラッシュ（オールドラゴン選択時） / インフィニティードラゴンゴールド（インフィニティースタイル選択時）
- 超必殺技：ドラゴン乱舞（オールドラゴン） / ドラゴンシャイニング（インフィニティースタイル、『II』より）
- マシン：マシンウィンガー
- 変身者：操真晴人
- 声：白石隼也

『初代』における主人公格。オールドラゴン以外のドラゴン形態は各スタイルの△+○必殺技時のみ変身する。またオールドラゴン時にマシンウィンガーに搭乗するとフレイムスタイルに戻るため、必殺技のゲージを温存できる。通常攻撃は全スタイルが同じモーションで、技の多くは使用する際にウィザードリングを使う動作があるためコンボが途切れやすい。
超必殺技はオールドラゴンに変身して前方に突進しながらクローの猛攻を与え、浮き上がった敵にドラゴンブレスで止めを刺す「ドラゴン乱舞」。
『II』では、『初代』でダウンロードコンテンツとして別キャラクター扱いだったインフィニティースタイルがもう1つの最強形態として追加され、オールドラゴン / インフィニティースタイル選択時の究極形態として、スペシャルラッシュ / インフィニティードラゴンゴールドがそれぞれ追加された。インフィニティードラゴンも劇場版ウィザード専用ミッション「in Magic Land」のムービーでのみ登場する。さらにインフィニティースタイル選択時の超必殺技が「ドラゴンシャイニング」に変更（アックスカリバーも巨大化する）され、フォームチェンジのポーズが固有のものに変更された。
『創生』ではそれまで必殺技時のみ変身していたドラゴン形態が、△+○必殺技後に継続して操作可能となった。この場合、通常攻撃は斬撃主体に、○必殺技はそれぞれ各形態のストライクウィザードに、△必殺技はドラゴンの部位を利用した攻撃に変化する。ただし、時間経過または他の形態に変身すると解除され、ドラゴン形態に直接変身することはできない。
インフィニティースタイル（『初代』のみ）
- 超必殺技：シャイニングストライク
- マシン：マシンウィンガー
- 変身者：操真晴人

2013年6月6日に無料のDLCとして追加されたキャラクター。ウィザードの形態の1つだが独立した別キャラクター扱いで、他のスタイルに変身することは不可能。手数で押すコンボ主体の性能で、レベルが上がると必殺技を別の必殺技でキャンセルすることができるようになる。また防御力が高いという原作設定に倣って、必殺技習得と同じ形で防御力が上がる。
超必殺技はアックスカリバー・アックスモードから強力な三連撃を放つ「シャイニングストライク」。インフィニティースタイル本来の必殺技である「ドラゴンシャイニング」とは異なり、アックスカリバーは巨大化しない。
『II』では最強形態として登場するため、別キャラクターではなくなった。
仮面ライダービースト（『仮面ライダーウィザード』）
- 登場形態：ノーマル
- マント：カメレオマント、ドルフィマント、バッファマント、ファルコマント
- 最強形態：ビーストハイパー（『II』より）
- 超必殺技：ダイスサーベルラッシュ（ノーマル、『初代』のみ） / シューティングミラージュ（ビーストハイパー、『II』より）
- 変身者：仁藤攻介
- 声：永瀬匡

必殺技でファルコ以外のマントを装着して攻撃する。マント召喚の隙が存在するが、同一の必殺技ならすぐさま攻撃できる。他のライダーとは異なりバイクに搭乗せず、代わりにファルコマントでの飛行が可能。他のキャラクター（バイク）では不可能である最高速度による敵への体当たりが可能だが、バイクサークルが通過不可能などの差別化がある。
超必殺技は前方に突進し、ダイスサーベルから無数に斬撃を飛ばす「ダイスサーベルラッシュ」。
『II』では無料ダウンロードコンテンツとして別キャラクター扱いだったビーストハイパーが最強形態として追加され、超必殺技が「シューティングミラージュ」に変更された。さらに通常攻撃ボタンを長押しすることで「ストライクビースト」を使用できるようになり、ビーストハイパーに両腕の紐「フリンジスリンガー」で広範囲を攻撃する必殺技が追加された。
ビーストハイパー（『初代』のみ）
- マント：ファルコマント
- 超必殺技：シューティングミラージュ
- 変身者：仁藤攻介

2013年6月20日に無料のダウンロードコンテンツとして追加されたキャラクター。 近接主体だったノーマルとは打って変わって、通常攻撃が完全に射撃となる（必殺技は近接メイン）。インフィニティースタイルと同様に別キャラクター扱いだが、バイク移動アクションのみファルコマント（ノーマルと同様）に変化する。
『II』ではウィザード同様最強形態として登場するため、別キャラクターではなくなった。

仮面ライダーフォーゼ（『仮面ライダーフォーゼ』）
- 登場形態：ベースステイツ、エレキステイツ、ファイヤーステイツ、マグネットステイツ
- 最強形態：コズミックステイツ / ロケットステイツ（『II』より）
- 究極形態：メテオフュージョンステイツ（コズミックステイツ選択時） / メテオなでしこフュージョンステイツ（ロケットステイツ選択時）
- 超必殺技：ライダー超銀河フィニッシュ（コズミックステイツ） / ライダーダブルロケットドリルキック（ロケットステイツ、『II』より）
- マシン：マシンマッシグラー
- 変身者：如月弦太朗
- 声：福士蒼汰（初代・『II』。『II』はノンクレジット。）

原作では40種類のアストロスイッチを扱うが、本作品では20種類が使用可能。ベースステイツでは通常攻撃中のどの段階で△を押すかでスイッチを使い分けた攻撃が可能。
『II』ではロケットステイツがもう1つの最強形態として登場し、コズミックステイツ / ロケットステイツ選択時の究極形態として、メテオフュージョンステイツ / メテオなでしこフュージョンステイツがそれぞれ追加された。さらにロケットステイツ選択時の超必殺技として「ライダーダブルロケットドリルキック」が追加された。
仮面ライダーメテオ（『仮面ライダーフォーゼ』）
- 登場形態：ノーマル
- 最強形態：メテオストーム
- 超必殺技：メテオストームパニッシャー（メテオストーム）
- マシン：マシンメテオスター
- 変身者：朔田流星
- 声：吉沢亮

フォームチェンジボタンではメテオギャラクシーによる3種の必殺技を発動する。ヒット数が多い技はあるが、必殺技の前後の隙が大きくコンボを繋げにくい。
仮面ライダーオーズ（『仮面ライダーオーズ/OOO』）
- 登場形態：タトバコンボ、ガタキリバコンボ、ラトラーターコンボ、サゴーゾコンボ、タジャドルコンボ、シャウタコンボ、ブラカワニコンボ（『II』より）
- 最強形態：プトティラコンボ
- 究極形態：スーパータトバコンボ
- 超必殺技：ストレインドゥーム（プトティラコンボ）
- マシン：ライドベンダー
- 変身者：火野映司
- 声：渡部秀

本作品で使用可能な形態はコンボに固定され、亜種形態になることはできない。敵に攻撃を当て続けることで変身可能なコンボがランダムで増加していく。また、コンボ形態は一定時間で解除されてタトバコンボに戻るが、別のコンボに変身すれば時間制限はリセットされる。
『II』ではブラカワニコンボと、究極形態としてスーパータトバコンボがそれぞれ追加された。また、タジャドルコンボの必殺技に地上での通常攻撃と無数のメダル状エネルギー弾を放つ「フラッシュフェザー」が追加された。
仮面ライダーバース（『仮面ライダーオーズ/OOO』）
- 登場形態：ノーマル
- 最強形態：バース・デイ
- 超必殺技：ブレストキャノン+ドリルアーム（バース・デイ）
- マシン：ライドベンダー
- 変身者：伊達明
- 声：岩永洋昭

本作品では伊達明が変身したバースが登場。ツール以外の攻撃を敵に当てるとセルメダルが蓄積され、フォームチェンジボタンで一定量消費してバース・CLAWsによる攻撃を発動する。ウィザードと同様、バース・デイ時にライドベンダーに搭乗すると通常のバースに戻る。
超必殺技はバース・デイに変身してブレストキャノンシュートを放ち、さらに前方へ突進して追撃を行う「ブレストキャノン+ドリルアーム」。
『II』ではレベルアップにより獲得できるセルメダルの量が上昇し、さらに消費するセルメダルの枚数が減少するようになった。
仮面ライダーW（『仮面ライダーW』）
- 登場形態：サイクロンジョーカー、ヒートジョーカー、ルナジョーカー、サイクロンメタル、ヒートメタル、ルナメタル、サイクロントリガー、ヒートトリガー、ルナトリガー
- 最強形態：サイクロンジョーカーエクストリーム
- 究極形態：サイクロンジョーカーゴールドエクストリーム
- 超必殺技：ダブルエクストリーム（サイクロンジョーカーエクストリーム）
- マシン：ハードボイルダー
- 変身者：左翔太郎&フィリップ（園咲来人）
- 声：桐山漣（翔太郎）、菅田将暉（フィリップ、初代・『II』。過去のゲーム音声を流用しておりノンクレジット。）

厳密なフォームチェンジは基本形態のサイクロンジョーカー、ヒートメタル、ルナトリガーの3形態のみで、他の形態は必殺技を発動すると同時に変身する。必殺技使用後も亜種形態に変身したままとなり、亜種形態でも戦闘モーションに差異はないが、トリガーのみ射出する弾丸が変化する。
『II』では究極形態としてサイクロンジョーカーゴールドエクストリームが追加された。さらにエクストリームの状態では画面の左下にエクストリームメモリを装着したダブルドライバーが表示されるようになった。
ファングジョーカー
- 超必殺技：ファングストライザー
- マシン：ハードボイルダー
- 変身者：フィリップ（園咲来人）&左翔太郎

フィリップが主体で変身したWで、通常のWとは別キャラクターとして扱われる。フォームチェンジボタンで一定時間防御力を代償に攻撃力とスピードが増す固有能力「牙の記憶」を発動する。
仮面ライダーアクセル（『仮面ライダーW』）
- 登場形態：アクセル、バイクフォーム、アクセルブースター
- 最強形態：アクセルトライアル
- 超必殺技：マシンガンスパイク（アクセルトライアル）
- 変身者：照井竜
- 声：木ノ本嶺浩

□ボタンを押し続けることでスロットルを捻ってテンションゲージが上昇し、ゲージがレッドゾーンの間のみ必殺技の威力や範囲を強化する能力を持つ。アクセルブースターは敵に攻撃を当てていると変身可能になり、他ライダーの強化形態と違って時間制限がない。ウィザードやバースと同様、アクセルブースターおよびアクセルトライアル時にバイクフォームに変形すると通常のアクセルに戻る。
『II』ではテンションゲージ上昇中に常に攻撃判定が発生するようになった。
仮面ライダーディケイド（『仮面ライダーディケイド』）
- 登場形態：ディケイド、ディケイドクウガ マイティフォーム、ディケイドアギト グランドフォーム、ディケイド龍騎、ディケイドファイズ、ディケイドブレイド、ディケイド響鬼、ディケイドカブト ライダーフォーム、ディケイド電王 ソードフォーム、ディケイドキバ キバフォーム、ジャンボフォーメーション
- 最強形態：コンプリートフォーム
- 究極形態：最強コンプリートフォーム
- 超必殺技：ファイナルアタックライド（コンプリートフォーム）
- マシン：マシンディケイダー
- 変身者：門矢士
- 声：井上正大

クウガからキバまでの9人のライダーのうち、ミッション開始前に選択した3体にカメンライドできる。ただしそのライダーの通常形態以外には変身できず、必殺技も△と○の必殺技しか使用できず、通常攻撃や空中攻撃はディケイドのまま。また、ディケイド電王はオリジナルの割り当てと異なる必殺技を持つ。
最大の特徴として、超必殺技である「ファイナルアタックライド」は選択中のライダーによって変化し、ゲージさえあれば一度の変身で何度でも使用できる。なお召喚できる最強形態と同時に発動できる超必殺技は、以下の9種類である。
- クウガ アルティメットフォーム：パイロキネシス
- アギト シャイニングフォーム：シャイニングクラッシュ
- 龍騎サバイブ：バーニングセイバー
- ファイズ ブラスターフォーム：フォトンバスター
- ブレイド キングフォーム：ロイヤルストレートフラッシュ
- 装甲響鬼：音撃刃 鬼神覚声
- カブト ハイパーフォーム：マキシマムハイパーサイクロン
- 電王 ライナーフォーム：デンカメンスラッシュ
- キバ エンペラーフォーム：ファイナルザンバット斬

『II』では究極形態として最強コンプリートフォームが追加され、巨大形態「ジャンボフォーメーション」も劇場版ディケイド専用ミッション「オールライダー対大ショッカー」のムービーでのみ登場する。技リストにはないが、究極形態でもファイナルアタックライドは使用可能。さらにレベルアップによりファイナルアタックライドに必要なゲージ量が減少するようになった。ただし、究極ゲージが最大になっている場合は究極形態への変身が優先される。その後も超必殺技を打つことは可能。
激情態（『仮面ライダー×仮面ライダー W&ディケイド MOVIE大戦2010』）（『II』より）
- 超必殺技：ディメンションキック
- マシン：マシンディケイダー
- 変身者：門矢士

『II』よりプレイアブルライダーとして追加された。通常のディケイドと別キャラクター扱いで、カメンライドで他のライダーに変身せずクウガからキバまでの各ライダーの必殺技を1種類だけ使用できる。事前にカードを選ぶ必要がなく、一度のミッションで9人のライダー全ての技に加えて、G4のメインウェポン「ギガント」が使用可能。
仮面ライダーキバ（『仮面ライダーキバ』）
- 登場形態：キバフォーム、ガルルフォーム、バッシャーフォーム、ドッガフォーム、ドガバキフォーム
- 最強形態：エンペラーフォーム
- 超必殺技：エンペラームーンブレイク（エンペラーフォーム）
- マシン：マシンキバー
- 変身者：紅渡

全てのフォームでジャンプキャンセルができ、空中戦を得意とする。ドガバキフォームはライダーグライドでのみ変身する。
『II』ではエンペラーフォームの必殺技に原作未使用の「エンペラーアクアトルネード」が追加され、「ファイナルザンバット斬」は一度目の発動で通常攻撃の範囲が一定時間拡大し、二度目の発動でザンバットソードの刀身を研ぐ動作が発生し敵を吹き飛ばすように変更された。
仮面ライダー電王（『仮面ライダー電王』）
- 登場形態：プラットフォーム（『創生』のストーリーのみ）、ソードフォーム、ロッドフォーム、アックスフォーム、ガンフォーム、ウイングフォーム（『II』より）、ライナーフォーム
- 最強形態：クライマックスフォーム（ライナーフォーム以外）
- 究極形態：超クライマックスフォーム
- 超必殺技：ボイスターズスラッシュ（クライマックスフォーム） / 電車斬り（デンカメンスラッシュ）（ライナーフォーム）
- マシン：マシンデンバード

- 変身者：野上良太郎

各自のアピールアクションをしてオーラを纏い、その状態で攻撃すると超必殺技ゲージが蓄積される固有能力「挑発」を持つ。また、一定値以上のダメージを受けるとイマジンが離脱してフォームが強制解除され、ミッション中または最強/究極形態終了後まで再変身が不可能になる（最終的に全てのイマジンを失うとライナーフォームに強制変身する）。
超必殺技は2種類あり、ライナーフォームでは「電車斬り（デンカメンスラッシュ）」、それ以外の形態では「ボイスターズスラッシュ」が発動する。
『II』ではウイングフォームと、究極形態として超クライマックスフォームがそれぞれ追加された。
仮面ライダーカブト（『仮面ライダーカブト』）
- 登場形態：マスクドフォーム、ライダーフォーム
- 最強形態：ハイパーフォーム
- 超必殺技：マキシマムハイパーサイクロン（ハイパーフォーム）
- マシン：カブトエクステンダー マスクドモード
- 変身者：天道総司

インフィニティースタイルと同様、防御力が高い設定のマスクドフォームは必殺技と同じ流れで防御力が上昇する。ライダーフォームで発動可能なクロックアップは周囲がスローモーションになり、攻撃を当てることで効果時間が延長される（一定レベル到達により強化される）。
『II』では通常攻撃ボタンを長押しすることで、必殺技とは別タイプのクロックアップを発動できるようになった。
仮面ライダー響鬼（『仮面ライダー響鬼』）
- 登場形態：響鬼、響鬼紅
- 最強形態：装甲響鬼
- 超必殺技：音撃刃 鬼神覚声（装甲響鬼）
- マシン：凱火
- 乗馬：馬（『II』のみ）
- 変身者：ヒビキ（日高仁志）
- 声：細川茂樹（『創生』）

△+○で音撃鼓を出現させ、その後に押すボタンによって異なる型を発動する。響鬼紅は敵に攻撃を当て続けると一定時間変身できるようになる。
『II』では響鬼紅の必殺技に「灼熱真紅の型」と「烈火剣」が追加され、劇場版響鬼専用ミッション「響鬼と7人の戦鬼」ではバイクに代わって乗馬する。
仮面ライダーブレイド（『仮面ライダー剣』）
- 登場形態：ノーマルフォーム、ジャックフォーム
- 最強形態：キングフォーム
- 超必殺技：ロイヤルストレートフラッシュ（キングフォーム）
- マシン：ブルースペイダー
- 変身者：剣崎一真
- 声：椿隆之

フォームチェンジボタンで選択したラウズカードを使用して様々な能力を発動する。カードの発動には敵を攻撃すると得られるAPが必要だが、AP消費量は原作の約2～2.5倍に増加している。またAP消費でジャックフォームにも変身でき、滑空が可能になり一部必殺技の性能が変化する。
『II』ではレベルアップすることで獲得AP量が上昇する上に消費APが半減し、「ライトニングブラスト」などの必殺技にカットインが挿入される。またジャックフォームに必殺技が追加され、さらに超必殺技のみだった「ロイヤルストレートフラッシュ」も劇場版で見せた空中からの必殺技が使用可能になった。
仮面ライダーファイズ（『仮面ライダー555』）
- 登場形態：ノーマル、アクセルフォーム
- 最強形態：ブラスターフォーム
- 超必殺技：超強化クリムゾンスマッシュ（ブラスターフォーム）
- マシン：オートバジン ビークルモード
- 変身者：乾巧
- 声：半田健人（『II』より）

敵に攻撃を当て続けるとアクセルフォームに変身でき、10秒間周囲がスローモーションになり自身のスピードが上昇する。
超必殺技の「超強化クリムゾンスマッシュ」はヒットするとフォトンブラッドが周囲に飛散し、それによって他の敵も攻撃できる。
『II』では□ボタン長押しによるキックを当てることで事前にポインターをセットし、クリムゾンスマッシュに繋げられる「ポインターセット」が追加されたほか、「アクセルクリムゾンスマッシュ」はポインターが一つ一つ連続で出現するように変更された。
仮面ライダー龍騎（『仮面ライダー龍騎』）
- 登場形態：ノーマル
- 最強形態：サバイブ
- 超必殺技：メテオバレット（サバイブ、『初代』のみ） / ドラゴンファイヤーストーム（サバイブ、『II』より）
- マシン：ライドシューター（ノーマル） / ドラグランザー バイクモード（サバイブ）
- 変身者：城戸真司
- 声：須賀貴匡

フォームチェンジボタンで発動する「アドベント」によってドラグレッダーが召喚され、周囲を旋回しつつ攻撃を行う。通常攻撃中に使用すると一部モーションをカットできるため、コンボを繋げやすくなる。通常時のバイクはライドシューターだが、サバイブの状態ではドラグランザーに変化する。
『II』ではレベルアップによって徒手空拳とソードベントを切り替えられるようになり、超必殺技が「ドラゴンファイヤーストーム」に変更された。さらにサバイブでは画面の左下にドラグバイザーツバイが表示され、必殺技も大幅に変更されている。
仮面ライダーアギト（『仮面ライダーアギト』）
- 登場形態：グランドフォーム、ストームフォーム、フレイムフォーム、トリニティフォーム、バーニングフォーム
- 最強形態：シャイニングフォーム
- 超必殺技：強化シャイニングライダーキック（シャイニングフォーム）
- マシン：マシントルネイダー
- 変身者：津上翔一
- 声：賀集利樹

遠距離攻撃を一切持たないライダー。トリニティフォームはライダーグライドでのみ変身し、敵に攻撃を当て続けることで一定時間バーニングフォームに変身できる。
『II』ではバーニングフォームの必殺技に「バーニングボンバー」が追加され、「バーニングライダーパンチ」も原作本編に近い演出に変更された。
仮面ライダークウガ（『仮面ライダークウガ』）
- 登場形態：マイティフォーム、ドラゴンフォーム、ペガサスフォーム、タイタンフォーム、ライジングマイティ、ライジングドラゴン、ライジングペガサス、ライジングタイタン、アメイジングマイティ
- 最強形態：アルティメットフォーム
- 超必殺技：パイロキネシス（アルティメットフォーム）
- マシン：トライチェイサー2000
- 変身者：五代雄介

全てのフォームの通常攻撃や必殺技に溜め攻撃があるという、溜め攻撃主体のライダー。ライジングフォームは溜め通常攻撃で何度かダメージを与えることで自動で変身するという仕様で、時間制限はない。アメイジングマイティはライジングマイティ時の△+○必殺技でのみ登場。
『II』では必殺技時のみ変身していたアメイジングマイティが操作可能となり、ライジングタイタンの必殺技に「ダブルライジングカラミティタイタン」が追加された。

#### その他の仮面ライダー（初代）
シナリオで協力（◎）、または敵対（×）するライダー、『II』、『創生』におけるアシスト（パートナー）で使用可能なものは△。実際の存在ではなく、記憶（『II』ではフィルム）から再構成された虚像である。
仮面ライダースカル（『仮面ライダー×仮面ライダー W&ディケイド MOVIE大戦2010』）（◎→×、『II』では◎・△、『創生』では◎・△）
- 登場形態：ノーマル
- 変身者：鳴海荘吉

初登場時は味方として援護するが、後にカラスに捕らわれて敵対することになる。創生では本編では味方だが、タイムサバイバルのあるミッションでは敵として登場する。ある条件を満たすとパートナーとして使用可能になる。原作でも使用した髑髏を模したエネルギーを蹴り出す「ライダーキック」は、予備動作がヒットすると一時的に行動不能になる。
仮面ライダーエターナル（『仮面ライダーW FOREVER AtoZ/運命のガイアメモリ』）（×、『II』では一時的に◎、『II』まで）
- 登場形態：ブルーフレア、ブルーフレア最強形態
- 変身者：大道克己
- 声：松本考平（『初代』） → 松岡充（『II』より）

カラスに捕らわれたライダーの1人で、『初代』では終始敵キャラクターとして登場する。体力が減るとエターナルローブを脱ぎ捨ててT2ゾーンメモリのマキシマムドライブを発動。巨大なエネルギー弾「ネバーエンディングヘル」や斬撃を連続で飛ばす「ブラッディヘルブレイド」など高威力の必殺技を連発するようになる。
『II』のミッション「財団Xの爪痕」では『仮面ライダーエターナル』の人間性を残していたころの彼が登場し、プレイヤーと共闘する。
仮面ライダーディケイド 激情態（『仮面ライダー×仮面ライダー W&ディケイド MOVIE大戦2010』）（×、『初代』のみ）
- 変身者：カラス
- 声：大塚芳忠（ムービー）、井上正大（戦闘中）

ディケイドの形態の1つだが、『初代』ではカラスが自分の肉体として作り出した器として登場する。カメンライドは使用せず、クウガからキバまでの多彩な必殺技を使ってくる。
仮面ライダーディエンド（『仮面ライダーディケイド』）（◎、『II』では◎⇔×・△『II』まで）
- 登場形態：ノーマル
- 変身者：海東大樹
- 声：戸谷公人

ミッション「ディケイドの目覚め」ではイクサとカイザを召喚して襲撃してくる。原作での必殺技「ディエンドブラスト」による攻撃を主体とする。
仮面ライダーイクサ（『仮面ライダーキバ』）（◎・△）
- 登場形態：バーストモード（『II』まで） / セーブモード（『II』より）
- 変身者：名護啓介（『II』まで） / 紅音也（『II』より）
- 声：加藤慶祐（名護 / 『II』まで） / 武田航平（音也 / 『II』より）

『初代』では名護啓介の変身するバーストモードのみの登場。イクサカリバーを一閃する「イクサ・ジャッジメント」やイクサナックルによる打撃技「ブロウクン・ファング」も使用する。
『II』からは紅音也が変身するセーブモードが新たにアシストキャラクターとして追加され、必殺技として「ブロウクン・ファング」を使用する。
『創生』では、イクサ（名護）がプレイアブルキャラクターに昇格したため、イクサ（音也）のみがタッグパートナーとして登場する。
仮面ライダーダークキバ（『仮面ライダーキバ』）（×→◎、『II』では◎・△）
- 変身者：登太牙
- 声：山本匠馬

現代のチェックメイトフォーのキングこと登太牙が変身している。原作と同様にキバの紋章を模した魔法陣で相手を拘束する力を持ち、魔法陣による拘束から急降下パンチの「ダークネスヘルクラッシュ」を放つ。
仮面ライダーゼロノス（『仮面ライダー電王』）（◎・△、『II』まで）
- 登場形態：ゼロフォーム
- 変身者：桜井侑斗

デネビックバスターから高威力のビームを発射する「バスターノヴァ」のほか、スープレックスなどの投げ技も使用する。
仮面ライダーNEW電王（『劇場版 さらば仮面ライダー電王 ファイナル・カウントダウン』）（◎→×、『II』では◎・△、『創生』では×→◎・△）
- 登場形態：ストライクフォーム
- 変身者：野上幸太郎
- 声：桜田通

スカル同様、初登場では味方として支援するが、後にカラスに捕らわれて敵対する。強力なキックを繰り出す「ストライクスパート」などの必殺技を持つ。
仮面ライダーガタック（『仮面ライダーカブト』）（◎・△、『II』まで）
- 登場形態：ライダーフォーム
- 変身者：加賀美新
- 声：佐藤祐基

跳び回し蹴りの「ライダーキック」と鋏状に組み合わせたガタックダブルカリバーで敵を挟み込む「ライダーカッティング」を使用する。ライダーカッティングは発動時にスーパーアーマー状態となる上にガード不能で、威力も高い。
仮面ライダー威吹鬼（『仮面ライダー響鬼』）（◎・△、『II』まで）
- 変身者：イブキ（和泉伊織）

「音撃射 疾風一閃」を使用するが、相手に打ち込んだ鬼石で清めの音を増幅させる二段構えの技だった原作とは異なり、音波攻撃を前面に展開するものとなっている。
仮面ライダーギャレン（『仮面ライダー剣』）（◎⇔×、『II』まで）
- 登場形態：ノーマルフォーム
- 変身者：橘朔也
- 声：天野浩成

火炎弾を放つ「ファイアバレット」や炎を纏ったパンチ「ファイアアッパー」、分身してキックを放つ「バーニングディバイド」を使用するほか、原作でピーコックアンデッドと戦った際に見せた後ろに跳躍しながらの連続射撃を放つ。
仮面ライダーカイザ（『仮面ライダー555』）（◎・△、『II』まで）
- 変身者：草加雅人

カイザブレイガンで敵を両断する「カイザスラッシュ」や、カイザポインターで敵をマーキングした後にキックを放つ「ゴルドスマッシュ」を使用する。
仮面ライダーナイト（『仮面ライダー龍騎』）（◎・△、『II』まで）
- 登場形態：ノーマル
- 変身者：秋山蓮

ファイナルベント「飛翔斬」を使用するほか、ソードベントでウイングランサーを召喚してのコンビネーション攻撃も繰り出す。
仮面ライダーオーディン（『仮面ライダー龍騎』）（×）
- 声：小山剛志

終始敵として登場するライダー。契約モンスターのゴルトフェニックスは未登場。瞬間移動能力でロックオンを回避したり、プレイヤーの背後から奇襲してくる。
仮面ライダーG3-X（『仮面ライダーアギト』）（◎・△、『II』まで）
- 装着者：氷川誠

原作におけるメインウェポンであるガトリングガン「GX-05 ケルベロス」を装備した状態で登場する。

#### その他の味方キャラクター（初代）
仮面ライダーに味方する怪人などのキャラクター。攻略中に一定の撃破数やコンボ数に達成すると称賛の声をかけたり、ショッピングでナビを行う。
アンク（『仮面ライダーオーズ/OOO』）（『初代』のみ）
- 声：三浦涼介

物語序盤の右腕のみの状態で登場する。
キバーラ（『仮面ライダーディケイド』）（『初代』のみ）
- 声：沢城みゆき

キバットバットIII世、キバットバットII世（『仮面ライダーキバ』）（『II』まで）
- 声：杉田智和

魔皇竜タツロット（『仮面ライダーキバ』）（『II』まで）
- 声： 石田彰

フェイスウィンドウはキバのものとなっている。
モモタロス（『仮面ライダー電王』）
- 声：関俊彦

ウラタロス（『仮面ライダー電王』）
- 声：遊佐浩二

キンタロス（『仮面ライダー電王』）
- 声：てらそままさき

リュウタロス（『仮面ライダー電王』）
- 声：鈴村健一

テディ / マチェーテディ（『劇場版 さらば仮面ライダー電王 ファイナル・カウントダウン』）（『II』まで）
- 声：小野大輔

#### 怪人（初代）

##### ボス（初代）
攻略の障害として登場するほか、上記のライダーの一部が同様の役割を担うこともある。一部のキャラクターはある程度ダメージを与えると次のスポットまで撤退する。ゲームがある程度進むと複数の敵が徒党を組むこともある。
フェニックス（『仮面ライダーウィザード』）
- 宿主：ユウゴ
- 声：篤海

神話の怪物フェニックスの名を冠したファントム。巨大な火球や旋風など強力な炎を用いた攻撃を得意とする。
サジタリウス・ゾディアーツ（『仮面ライダーフォーゼ』）
- 変異者：我望光明
- 声：鶴見辰吾

射手座の特性を持つホロスコープスの頂点。弓「ギルガメッシュ」を駆使し、遠距離では広範囲に広がる矢、中距離では自分の周囲に降り注ぐ矢の雨、さらに近距離では炎を纏った回し蹴りをしてくる。
恐竜グリード（『仮面ライダーオーズ/OOO』）
- 変貌者：真木清人
- 声：神尾佑

ドクター真木が変貌した新たなグリード。使用頻度は少ないが、至近距離の相手からライフを奪う能力を持つ。
ウェザー・ドーパント（『仮面ライダーW』）
- 変異者：井坂深紅郎
- 声：檀臣幸

天候を操るドーパント。対戦中にも多彩な技で苦しめるが、彼が待ち受けるミッションでは竜巻や雷を発生させて進路を妨害してくる。『II』ではそういった場面はなくなった。
スーパーアポロガイスト（『仮面ライダーディケイド』）
- 変異者：ガイ
- 声：川原和久

大ショッカー幹部のアポロガイストがファンガイアの力を得てパワーアップした姿。
バットファンガイア・リボーン（『仮面ライダーキバ』）
- 声：酒井敬幸

チェックメイトフォーの先代キングが復活した怪人。自らの体を巨大な黒い球体に変えて突進してくる。
アルビノレオイマジン（『仮面ライダー電王』）
- 声：黒田崇矢

カッシスワーム（『仮面ライダーカブト』）
- 登場個体：グラディウス、ディミディウス
- 擬態者：乃木怜治
- 声：坂口拓

強力なワームの一角。時を止めたかのようにノイズとともにテレポートしたり、「ライダースティング」やガタックの「ライダーキック」などマスクドライダーの技を模倣してくる。また、挑発とともに相手の必殺技を受けると、無傷でカウンターをしてくる厄介な技を持つ。さらに、第2形態のグラディウスでは2体に増殖して波状攻撃を仕掛けてくる。
乱れ童子（『仮面ライダー響鬼』）
原作ではウブメの怪童子が暴走した存在だが、『初代』ではカラス配下として作戦に沿った行動を取る。ボスキャラクターでは唯一飛行能力を持ち、空から奇襲してくる。
ジョーカー（『仮面ライダー剣』）
- 変異者：相川始
- 声：森本亮治

仮面ライダーカリスこと相川始の正体。『初代』ではブレイド専用ミッション「Double Joker」のボスとして1度だけ登場し、他のミッションでは一切登場しない。
『II』では劇場版ブレイド専用ミッション「Missing Ace」のみ味方として共闘する。
アルビノジョーカー（『劇場版 仮面ライダー剣 MISSING ACE』）（『II』まで）
- 変異者：志村純一

もう一体のジョーカー。
ホースオルフェノク（『仮面ライダー555』）
- 登場形態：格闘態
- 変異者：木場勇治

オリジナルのオルフェノク。魔剣ホースソードからの衝撃は遠距離にも届く。
『II』のミッション「裏切りの代償」では味方として援護するが、最終的には敵に回ることになる。
水のエル（『仮面ライダーアギト』）
- 登場形態：強化体
- 声：梁田清之

アンノウンで高位に位置するエルロードの1人。攻略中、梵字のような紋章による遠距離攻撃で妨害してくる。
ン・ダグバ・ゼバ（『仮面ライダークウガ』）
- 登場形態：究極体

グロンギの頂点。パイロキネシスで前方や相手の足元から巨大な火柱を上げる。彼が待ち構えるクウガ専用ミッション「空我」は、BGMがなく環境音のみ・ダグバ以外に敵がいない・最初はダメージを与えられないという、特殊なステージ構成となっている。

##### 戦闘員（初代）
無数に発生して物量作戦で攻撃してくる。基本的に倒さなくても攻略に影響しないが、撃破数とコンボ数を稼ぐほどクリア後の報酬に影響する（ポイントの上限はそれぞれ1万）。中には白ヤミーやワームの白いサナギ体といった他の個体よりサイズが大きかったり特殊な攻撃を行う個体も少数混ざっているが、耐久力のある白ヤミーなど一部を除き、大した差異はない。なお、耐久度を0にしてもすぐに消滅せず、継続してコンボを叩き込める。
グール（『仮面ライダーウィザード』）
動きは鈍重気味だが、手にした槍によるリーチの長い攻撃が特徴。
星屑忍者ダスタード（『仮面ライダーフォーゼ』）
忍者のような素早い動きの直接攻撃のほかに、煙幕弾を投げてくることもある。消滅時には原作と同じくコズミックエナジーが霧のように吹き出す。
ヤミー（『仮面ライダーオーズ/OOO』）
- 登場個体：屑ヤミー、白ヤミー

鈍重な動きで、攻撃パターンは羽交い絞めのみ。屑ヤミーよりも体格が大きい白ヤミーは耐久力が高く、完全に体力がなくなるまでは攻撃を受けても怯まない。消滅時にはセルメダルが飛び散る（本来はメダルは1枚しか出てこない）。
マスカレイド・ドーパント（黒服）（『仮面ライダーW』）
接近しての殴打を攻撃手段とする。
マシン:マスカレイド・ドーパントのバイク（『創生』より）
マスカレイド・ドーパント（白服）（『仮面ライダー×仮面ライダー フォーゼ&オーズ MOVIE大戦MEGA MAX』）
遠距離に逃亡してからの銃撃をしてくる。
大ショッカー戦闘員（『仮面ライダーディケイド』）（『II』まで） / ショッカー戦闘員（『仮面ライダー』）（『創生』より）
- 登場個体：骨戦闘員、赤戦闘員
- マシン：ショッカーのバイク（骨戦闘員、『創生』より）

黒い骨戦闘員は地面で炎上する爆弾、赤戦闘員は突如空中に消えていきなり近くに現れたりナイフを投げたりしてくる。さらにイベントで人間ミサイルの個体も登場。また、ショップポイントのボーナスであるアタッシュケースを持って逃げる戦闘員もいるなど、バリエーション豊富。
ラットファンガイア（『仮面ライダーキバ』）
手に持った剣による近距離攻撃とエネルギー弾による遠距離攻撃の両方を使ってくる。消滅時には原作と同じくステンドグラスのようになって砕け散る。
レオソルジャー（『仮面ライダー電王』）
原作では武器のパターンが3種類あったが、今回登場するのは短剣装備とピッケル装備のみで、稲妻型の長剣装備の個体は登場しない。ガードの頻度が他の戦闘員キャラクターに比べて高い。
サナギ体（『仮面ライダーカブト』）
- 登場個体：緑、白（変異体）

成虫体の前身。白い突然変異体はガードポイント付きの溜めモーションの後で突進攻撃を仕掛けてくることがある。消滅時には原作と同じく緑色の炎が吹き上がる。
バケネコ（『仮面ライダー響鬼』）
- 登場個体：親（白）、子（茶）

夏の魔化魍。体格の大きな親は、周囲のプレイヤーを吹き飛ばす音波攻撃を仕掛けてくる。
ダークローチ（『仮面ライダー剣』）
接近すると爪に電撃を纏ったブローを放ち、ヒットするとしばらくプレイヤーを行動不能にする。
アルビローチ（『劇場版 仮面ライダー剣 MISSING ACE』）
ダークローチの色違い。
ライオトルーパー（『仮面ライダー555』）
- マシン：サイドバッシャー（『創生』より）

厳密には「量産ライダー」。格闘タイプと射撃タイプが存在。射撃タイプはステージの定位置で陣形を組んでいる。被弾すると絡みついて動きを封じてくる特殊な弾丸を放ってくることもある。他の遠距離タイプの戦闘員と異なり、こちらが接近しても逃亡しない。消滅時には原作と同じくオルフェノクの青い炎が吹き上がる。
『創生』では新たにサイドバッシャー（ビークルモード / バトルモード）搭乗の個体が追加された。また、プレイアブルキャラクターに昇格した仮面ライダーディエンドの「カメンライド」によって一度に3体召喚することもできる。
レイドラグーン（『仮面ライダー龍騎』）
雑魚キャラクターの中では唯一飛行能力を持つ。
ゲルニュート（『仮面ライダー龍騎』）
高く跳躍しての奇襲や、巨大十字手裏剣を投げてくる。
アントロード（『劇場版 仮面ライダーアギト PROJECT G4』）
- 登場個体：フォルミカ・ペデス、フォルミカ・エクエス

原作では兵隊（ペデス）と行動隊長（エクエス）という分類だったが、ゲームでは明確な区別はない（エクエスも複数体登場する）。口から放物線を描いて蟻酸を飛ばしてくる。またエクエスは地面を潜行して奇襲する能力を持つ。

##### その他の障害（初代）
機雷や地雷以外の攻撃対象はロックオン可能。他にも、『フォーゼ』の「ダークネビュラ」が目標地点の一つとして登場する。
メモリーポッド（『初代』のみ） / メモリータンク（『初代』のみ） / フィルムサーバー（『II』のみ）
モノリス（『仮面ライダー剣』）
特定の区域に設置されているオブジェクト。攻略のための破壊対象となるものと、敵から守り続ける防衛対象の2つあり、前者は攻撃していると赤く点滅した後に中距離に渡る衝撃波を放って反撃してくる。また一部のミッションでは『剣』に登場した「モノリス」が似た性質を持って登場。シナリオではキーアイテムとなる「メモリータンク」もあるが、名前が異なること以外はポッドと同じである。『II』では「フィルムサーバー」と名を変えた同種の存在が登場する。
バリアジェネレーター / バリケード
一部のミッションで進行を妨害している壁を作っているトラップ。形状はメモリーポッドと似ているが、こちらは攻撃しても反撃されることはない。またこちらが敵から守り抜く「バリケード」もある。
メモリーエネルギー（『初代』のみ） / フィルムエネルギー（『II』のみ）
実物の障害ではなく、攻略要所に出現するエナジーカウンター。特定のエリアに入るとこのゲージの出現とともにオーロラの壁が出現して隔離される。エネルギーは出現した戦闘員の撃破に連動して減少し、残量がなくなると隔離エリアの解放、もしくはボスキャラクターが出現する。また隔離された空間の外部から攻撃してきたり、内部に侵入しようと壁につっかえている個体もいるが、これらを倒してもメモリーエネルギーの消費に反映される。なお、上記の防衛対象のメモリーポッド、バリケードでも同様にメモリーエネルギーが発生し、これらのエネルギーを0にすれば防衛達成と判断される。『II』では「フィルムエネルギー」と名を変えて出現する。
ヘリ
常に滞空している巨大な敵。赤いポインタでこちらに狙いを定めて攻撃してくる「ミサイルヘリ」や「機銃ヘリ」、敵の増援を召喚する「輸送ヘリ」があるが外見は共通。ジャンプ台を使ってバイクで体当たりすると一撃で破壊することができる。
浮遊機雷
ステージに配置されているトラップ。接触するとダメージを受け、バイクに搭乗している状態でヒットすると吹き飛ばされて強制的に解除される。
地雷
ライオトルーパーなどが地形に仕掛けたトラップ。機雷と同じく踏むと爆発してダメージを受ける。なお、『II』では機雷ともども発光色が赤に変更された。

#### オリジナルキャラクター（初代）
カナリア
- 声：沢城みゆき

本名：叶井梨絵（かない りえ）。仮面ライダーに味方する存在。
人間の女性だが、「『鳥籠』に囚われ続けた影響で記憶を失い、自らの姿すら忘れてしまった」と語り、黄色い発光体に翼と尾が付いた小鳥を思わせる姿で活動している。「鳥籠」に拘束され過去の記憶に捕らわれたウィザードに呼びかけ、正気を取り戻させるとともに、彼をナビゲートして他のライダーの解放に尽力する。
カラス / 仮面ライダーディケイド 激情態
- 声：大塚芳忠

本名：辛島進（からしま すすむ）。ライダーたちに「疑似記憶」を埋め込み、彼らを「鳥籠」と呼ばれる仮想空間に拘束した張本人。
カナリアと同じく「鳥籠」の中では鳥に似た仮の姿で行動しているが、カナリアより一回り大きく、身体が黒い。最終決戦で自身の野望を達成すべく、ムネモシュネの力でディケイド激情態に変身する。
ツバメ
- 声：沢城みゆき

本名：叶井（辛島）翼（かない〈からしま〉 つばさ）。
カナリアの話に登場する「鳥籠」に囚われた人間の一人で、本体は交通事故により昏睡状態が続いている少年。カナリアによると彼も記憶を失ってしまったそうだが、なぜか「仮面ライダー」という存在だけは覚えていた。
看護師
- 声：沢城みゆき

翼（ツバメ）の担当看護師。エピローグにのみ登場。

### 『II』より登場

#### プレイアブルキャラクター（II）
仮面ライダー鎧武（『仮面ライダー鎧武/ガイム』）
- 登場形態：オレンジアームズ、パインアームズ、イチゴアームズ、ジンバーレモンアームズ
- 最強形態：カチドキアームズ / スイカアームズ（『創生』より）
- 究極形態：極アームズ(カチドキアームズ選択時、『創生』より)
- 超必殺技：旗乱舞（カチドキアームズ） / スイカ双刃刀（スイカアームズ、『創生』より）
- マシン：サクラハリケーン（スイカアームズ以外）
- 乗馬：馬
- 変身者：葛葉紘汰
- 声：佐野岳

『II』における主人公格。ジンバーレモンアームズは敵にダメージを与えることで一定時間変身できるようになる。
超必殺技はカチドキアームズに変身し、2本のカチドキ旗で連続攻撃を放つ「旗乱舞」。
『創生』では超必殺技で変身可能なもう1つの最強形態としてスイカアームズが追加され、ジンバーレモンアームズに必殺技が追加された。更に『II』のダウンロードコンテンツとして別キャラクター扱いだった極アームズがカチドキアームズの装甲をパージする演出とともに、究極形態として追加された。なお、超必殺技で変身可能な形態でスイカアームズを選択した場合、究極状態でもスイカアームズのままのため、極アームズを使用したい場合は最強形態にカチドキアームズを選択しなければならない。
極アームズ（『II』のみ）
- 超必殺技：フルーツバスケット
- マシン：サクラハリケーン
- 変身者：葛葉紘汰

2014年7月24日から無料のダウンロードコンテンツとして追加されたキャラクター。鎧武の形態の1つだが独立した別キャラクター扱い。
フォーゼ ベースステイツと同様、通常攻撃を連続で押していくことで次々にアームズウェポンを切り替えていき、△ボタンを押すタイミングで直前に使っていた武器で締める。ただし、最初数回は無双セイバーと火縄大橙DJ銃を使うが、締めはドンカチ・ブドウ龍砲・メロンディフェンダーである。また、○ボタン必殺技からも派生する。
『創生』では鎧武の究極形態として登場するため、別キャラクターではなくなった。

仮面ライダーバロン（『仮面ライダー鎧武/ガイム』）
- 登場形態：バナナアームズ、マンゴーアームズ（『創生』より）
- 最強形態：マンゴーアームズ（『II』のみ） / レモンエナジーアームズ（『創生』より）
- 究極形態：ロード・バロン（『創生』より）
- 超必殺技：パニッシュマッシュ（マンゴーアームズ、『II』のみ） / キャバリエンド（レモンエナジーアームズ、『創生』より）
- マシン：ローズアタッカー（ロード・バロン以外）
- 変身者：駆紋戒斗
- 声：小林豊

突進力とコンボ能力に優れるアーマードライダー。
『創生』では派生形態となったマンゴーアームズに代わって新たにレモンエナジーアームズが最強形態となり、究極形態としてオーバーロードインベスのロード・バロンが追加された。
ロード・バロンはボスとして登場する一部のミッションでは、ある程度体力が減ると、グロンバリャムを装備してパワーアップする。
仮面ライダー斬月・真（『仮面ライダー鎧武/ガイム』）
- 登場形態：メロンエナジーアームズ
- 超必殺技：ソニックボレー連撃射（メロンエナジーアームズ）
- マシン：サクラハリケーン
- 変身者：呉島貴虎
- 声：久保田悠来

2014年7月10日から無料のダウンロードコンテンツとして追加されたキャラクター。
スピードに優れ、アクロバティックに立ち回れるテクニカルタイプのアーマードライダー。
超必殺技はソニックアローにメロンエナジーロックシードをセットし、エネルギー矢を複数回発射する「ソニックボレー連撃射」。
徳田新之助（『劇場版 仮面ライダーオーズ WONDERFUL 将軍と21のコアメダル』）（『II』のみ）
- 超必殺技：成敗
- 乗馬：馬
- 声：松平健

本名：徳川吉宗（とくがわ よしむね）。『将軍と21のコアメダル』にゲスト出演した、時代劇作品『暴れん坊将軍』。『II』では映画の世界の住人として登場するが、シネマに操られることなく「映画（子供たちの夢）」を守るために終始ライダーたちに協力する。
専用ミッション「将軍の日常」「将軍vs破壊者」でプレイアブルキャラクターとして使用可能。生身の人間で技は愛用の日本刀一本による接近技のみだが、走力や脚力などはライダーたちとさほど変わらない。バイクではなく乗馬で移動する。
特定の必殺技が相手にヒットすると顔のアップとともに「家紋」の一部が画面隅に形成され、それを繰り返して「家紋」が完成すると一定時間攻撃範囲が広がるという固有能力を持つ。
超必殺技である「成敗」は、前進しながら敵を次々と切り伏せ、最後に刀を鞘に納めるというもの。

#### その他の仮面ライダー（II）
シナリオで協力（◎）、または敵対（×）するライダー。アシスト（創生ではパートナー）として使用可能なものは△、龍玄以外は実体ではなく、シネマが生み出したフィルムから再構成された偽りの存在である。
仮面ライダー龍玄（『仮面ライダー鎧武/ガイム』）（◎・△）
- 登場形態：ブドウアームズ
- マシン：サクラハリケーン
- 変身者：呉島光実
- 声：高杉真宙

ブドウ龍砲による連射「ドラゴンショット」のほか、跳び蹴りを放つ「龍玄脚」を使用する。
武神鎧武（『仮面ライダー×仮面ライダー 鎧武&ウィザード 天下分け目の戦国MOVIE大合戦』）（×）
- 登場形態：ブラッドオレンジアームズ、蓮華座（『II』のみ）
- 声：小山力也

ブラッドオレンジアームズでは鎧武 オレンジアームズと似た技を使用する。劇場版鎧武専用ミッション「戦国MOVIE大合戦」では蓮華座状態となり、プレイヤーは蔦を飛び移って戦うことになる。
仮面ライダーソーサラー（『劇場版 仮面ライダーウィザード in Magic Land』）（×）
- 変身者：オーマ大臣
- 声：陣内孝則

「ライトニング」や「バニッシュストライク」といった高威力の魔法を多用し、必殺技「ストライクソーサラー」も使用する。
仮面ライダーアーク（『劇場版 仮面ライダーキバ 魔界城の王』）（×）
- 変身者：杉村隆

動きは鈍重ながらも、その巨体から振るわれるパワフルな攻撃や額から放つ光弾で襲いかかる。
仮面ライダーガオウ（『劇場版 仮面ライダー電王 俺、誕生!』）（×）
- 変身者：牙王
- 声：渡辺裕之

ガオウガッシャーを使った接近戦を得意とし、こちらの攻撃に対するカウンター技も有している。
仮面ライダーコーカサス（『劇場版 仮面ライダーカブト GOD SPEED LOVE』）（×）
- 変身者：黒崎一誠
- 声：武蔵

空手による格闘のほか、ハイパーゼクターの力を加えた「ライダーキック」、「ハイパークロックアップ」による瞬間移動のような攻撃も使用する。
仮面ライダーリュウガ（『劇場版 仮面ライダー龍騎 EPISODE FINAL』）（×）
- 変身者：鏡像の城戸真司
- 声：須賀貴匡

ソードベントやドラグブラッカーの召喚、ファイナルベント「ドラゴンライダーキック」など龍騎と似た技を使用する。
仮面ライダーG4（『劇場版 仮面ライダーアギト PROJECT G4』）（◎→×）
- 装着者：水城史朗

劇場版アギト専用ミッション「PROJECT G4」では味方として援護に駆けつけるが、最終的に敵対することになる。ミサイルランチャー「ギガント」を使用した砲撃戦を得意とする。

#### その他の味方キャラクター（II）
ジーク（『仮面ライダー電王』）
- 声：三木眞一郎

オートバジン バトルモード（『仮面ライダー555』）
サポートキャラクターとして登場。ホバー移動やガトリング砲による銃撃で援護を行う。

#### 怪人（II）

##### ボス（II）
グランカー&スカイジェット（『仮面ライダーフォーゼ THE MOVIE みんなで宇宙キターッ!』）（『II』のみ）
- 変異者：冴場晴海（グランカー）、白山静（スカイジェット）
- 声：岡田浩暉（グランカー）、木下あゆ美（スカイジェット）

ロボット兄妹「キョーダイン」のスカイダインとグランダインが変形合体した姿。グランカー&スカイジェット撃破後はスカイジェット単体へ移行する。
劇場版フォーゼ専用ミッション「みんなで宇宙キターッ!」のみ登場。本ステージでのみバイクに乗ったままの攻撃が可能となる。
ガラ（『劇場版 仮面ライダーオーズ WONDERFUL 将軍と21のコアメダル』）（『II』のみ）
- 登場形態：怪物態
- 変異者：錬金術師ガラ

800年前のコアメダルの創造者の一人「錬金術師ガラ」が変貌した怪物。
劇場版オーズ専用ミッション「将軍と21のコアメダル」と徳田新之助専用ミッション「将軍の日常」のみ登場。動きが激しい上に被弾判定も広いという難敵。
キングダーク（『劇場版 仮面ライダーディケイド オールライダー対大ショッカー』）（『II』のみ）
大ショッカーの巨大ロボット幹部。目から放つビームや指先からのミサイルのほか、その巨体を活かした攻撃を仕掛けてくる。
劇場版ディケイド専用ミッション「オールライダー対大ショッカー」のみ登場。

##### 戦闘員（II）
初級インベス（『仮面ライダー鎧武/ガイム』）
- 登場個体：赤、青、緑

体力が減るとヘルヘイムの果実を食べて体力を回復することがある。
仮面ライダーメイジ（『劇場版 仮面ライダーウィザード in Magic Land』）
- 登場個体：近衛兵、近衛隊長

その場から動かず「アロー」の魔法による遠隔攻撃をするタイプと、ライドスクレイパーによる近接攻撃をするタイプが存在。戦闘員の中では攻撃スピードが速い。

#### オリジナルキャラクター（II）
シネマ / 武神鎧武 ブラッドオレンジアームズ
- 声：藤原啓治

ある理由からライダーたちの映画の物語を意のままの物語に造り替える怪人。「子供たちのために楽しい映画」を創り出そうとするも、物語が進むにつれて次々と凶悪な悪役を呼び出してしまい、さらにはプレイアブルキャラクターの仮面ライダーに瓜二つの存在「シャドウフィルムライダー」を生み出す。遂には紘汰たちの世界に怪人軍団を送り込もうとするなど、仮面ライダーたちと完全に敵対してしまう。
最終決戦では「最高のシーンを撮るため」に自ら武神鎧武に変身して戦う。その正体は映画館『テトラ座』の意志そのもの。観客の子供たちが再び来てくれることを願って閉館後もスクリーンを写し続けていた。レイトが自分が死んだことに気付かなかったのと同様に自分が閉館したことに気づかず、前述の行動も、面白い映画を作って大好きな子供たちに戻ってきてほしいために起こしたものだった。
シネマが倒された後、真相を知った鎧武と龍玄が『テトラ座』を沢芽市の仲間を募ってダンスステージ兼用で立て直すことを決め、バロンも遠まわしにダンスに参加することを告げる。エンティング後の紘汰による開館宣言と子供らの大歓声から無事に復興したことが示唆されている。
レイト、レイナ
- 声：悠木碧（レイト）、田中理恵（レイナ）

仮面ライダー好きの弟と彼に付き添う姉。自身らや子供たちのために映画制作に励むシネマを信頼していたが、手段を選ばなくなっていく彼の暴走を止めるためにライダーに協力する。
実は閉館した『テトラ座』の支配人だった礼人と幼いころに死に別れてしまった礼奈の亡霊。礼人は自分が死んだことに気づかずに、閉館したままの『テトラ座』を守り続けていた。

### 『創生』より登場

#### プレイアブルキャラクター（創生）
仮面ライダーゴースト（『仮面ライダーゴースト』）
- 登場形態：オレ魂、ムサシ魂、エジソン魂、ロビン魂、ニュートン魂、ベートーベン魂、ビリー・ザ・キッド魂、ベンケイ魂、闘魂ブースト魂
- 超必殺技：英雄乱舞
- マシン：マシンゴーストライカー
- 変身者：天空寺タケル
- 声：西銘駿

『創生』における主人公格。通常攻撃の途中で△ボタンを押すことでゴーストチェンジしての攻撃を行う他、特定の条件を満たすことで自身を強化する固有能力「英雄の極意」を持つ。
超必殺技は複数の眼魂を使って次々とゴーストチェンジし、必殺技を連続して放つ「英雄乱舞」。最後に闘魂ブースト魂にゴーストチェンジするが、別キャラクター扱いのためか超必殺技発動後はオレ魂に戻る。
闘魂ブースト魂
- 登場形態：オレ魂、闘魂ブースト魂、ゴエモン魂、リョウマ魂、ヒミコ魂、グレイトフル魂
- 超必殺技：グレイトフルオメガドライブ（グレイトフル魂）
- マシン：マシンゴーストライカー
- 変身者：天空寺タケル

2016年3月24日に無料のダウンロードコンテンツとして追加されたキャラクター。特定の条件を満たすことで炎のエフェクトとともに自身の攻撃力を上げる固有能力「燃やす闘魂」を持つ。グレイトフル魂に変身して発動する超必殺技「グレイトフルオメガドライブ」は、原作のものとは異なり英雄眼魂の紋章を次々と潜り抜けてキックを放つ演出になっている（グレイトフル魂は配信1週間前の放映で初登場である）。超必殺技発動後は闘魂ブースト魂に戻る。
仮面ライダースペクター（『仮面ライダーゴースト』）
- 登場形態：ノーマル、ツタンカーメン魂、ノブナガ魂
- 超必殺技：オメガドライブ スペクター
- マシン：マシンフーディー
- 変身者：深海マコト
- 声：山本涼介

2016年3月10日に無料のダウンロードコンテンツとして追加されたキャラクター。
特定の条件を満たすことで自身を強化する固有能力「英雄の極意」を持つなど、ゴーストチェンジが○・△に割り当てられている以外はゴーストと同様。超必殺技はツタンカーメン魂、ノブナガ魂にゴーストチェンジして連続攻撃を放った後にオメガドライブを決める。
仮面ライダードライブ（『仮面ライダードライブ』）
- 登場形態：タイプスピード、タイプワイルド、タイプテクニック、タイプデッドヒート
- 最強形態：タイプフォーミュラ
- 究極形態：タイプトライドロン
- 超必殺技：マンターンヒッサツラッシュ（タイプフォーミュラ）
- マシン：トライドロン タイプスピード（タイプトライドロン以外）
- 変身者：泊進ノ介
- 声：竹内涼真

タイプスピードでは、様々なシフトカーを装着することで△ボタンの効果が変化する（通常のフォームチェンジと同様に選択する）。また、タイプデッドヒートは強力だが、タイプチェンジすると再使用に時間がかかる上、左下のゲージが最大になるとタイヤがバーストしてタイプスピードに戻り、しばらく動けなくなってしまう。
タイプトライドロンは△+○必殺技「トレーラービッグインパクト」を使用すると、技を放った後に強制的にタイプスピードに戻ってしまうという欠点を持つ。
仮面ライダーマッハ（『仮面ライダードライブ』）
- 登場形態：ノーマル
- 最強形態：デッドヒートマッハ
- 究極形態：デッドヒートマッハ（バーストモード）
- 超必殺技：ヒートキックマッハー
- マシン：ライドマッハー
- 変身者：詩島剛
- 声：稲葉友

「シグナル交換」によって△必殺技が変化し、追加入力を行うことで技の性能が変化する。また、フォームチェンジボタンでシグナル交換を行うたびに、シグナルバイクに応じた攻撃が行われる。
仮面ライダーチェイサー（『仮面ライダードライブ』）
- 登場形態：仮面ライダーチェイサー、魔進チェイサー、超魔進チェイサー
- 超必殺技：エクスキューションフルブレイク
- マシン：ライドチェイサー
- 変身者：チェイス
- 声：上遠野太洸

『ドライブサーガ 仮面ライダーチェイサー』発売を記念して、2016年3月17日に無料のダウンロードコンテンツとして追加されたキャラクター。一部のミッションではNPCとしても登場する。
シンゴウアックスを使った攻撃の場合、起動状態に入って3秒以上経過して（青信号になって）から使うと性能が向上する。
超必殺技発動時、仮面ライダーチェイサー→魔進チェイサー→超魔進チェイサーと変身する流れで超必殺技を発動するが、発動後は仮面ライダーチェイサーに戻る。
仮面ライダージョーカー（『仮面ライダーW』）
- 超必殺技：ライダー乱舞&ライダーキック
- マシン：ハードボイルダー
- 変身者：左翔太郎
- 声：桐山漣

格闘能力に長け、通常技と必殺技を交互に繰り出すという特殊な連携を使用できる。また、「決め台詞」を決めることで超必殺ゲージを消費して攻撃力と攻撃スピードを上昇させることができる。
仮面ライダーエターナル（『仮面ライダーW FOREVER AtoZ/運命のガイアメモリ』）
- 登場形態：ブルーフレア
- 最強形態：ブルーフレア最強形態
- 超必殺技：ネバーエンディングヘル（ブルーフレア最強形態）
- 変身者：大道克己
- 声：松岡充

5種のT2ガイアメモリを使用することで、分身や能力強化といった必殺技を放つ。
超必殺技を使用すると、T2ゾーンのマキシマムドライブ→26種のT2メモリ全てのマキシマムドライブを発動し、技の内容が変化する。この間、フォームチェンジボタンによるT2メモリの発動はできなくなる。
仮面ライダーディエンド（『仮面ライダーディケイド』）
- 登場形態：ノーマル
- 超必殺技：ディメンションシュート
- 変身者：海東大樹
- 声：戸谷公人

「カメンライド」によって様々なライダーを召喚することができ、局面に応じて召喚するライダーを使い分けることで様々な状況に対応できる。
バイクには搭乗せず、代わりに原作本編の「ファイズの世界」や『オールライダー対大ショッカー』などで見せた高速移動を披露する。
敵として登場した場合、イベントで仮面ライダーリュウガや仮面ライダーアークなども召喚してくる。
仮面ライダークウガ（『仮面ライダーディケイド』）
- 登場形態：マイティフォーム、ドラゴンフォーム、ペガサスフォーム、タイタンフォーム、アルティメットフォーム（ダークアイ）
- 最強形態：ライジングアルティメット
- 超必殺技：ライジングアルティメットマイティキック（ライジングアルティメット）
- マシン：トライチェイサー2000
- 変身者：小野寺ユウスケ
- 声：村井良大

五代雄介が変身するクウガとは異なり、溜め攻撃を当て続けるとアルティメットフォーム（ダークアイ）に変身できるようになる。ただし、通常のクウガと違い、自動で変身せずフォームチェンジの選択肢に追加される形となる。また、変身中はガードや緊急回避ができなくなる。
平行世界の別人物のはずだが、通常のクウガと同時に出撃することはできない。
仮面ライダーイクサ（『仮面ライダーキバ』）
- 登場形態：バーストモード、セーブモード
- 最強形態：ライジングイクサ
- 超必殺技：ファイナルライジングブラスト（ライジングイクサ）
- マシン：イクサリオン
- 変身者：名護啓介
- 声：加藤慶祐

バーストモードでは活動時間に制限があり、限界時間を越えるとオーバーヒートして無防備になってしまう。そのため、セーブモードに戻って適度にシステムを休めながら戦う必要がある。
仮面ライダーゼロノス（『仮面ライダー電王』）
- 登場形態：アルタイルフォーム、ベガフォーム
- 最強形態：ゼロフォーム
- 超必殺技：バスターノヴァ（ゼロフォーム）
- マシン：マシンゼロホーン
- 変身者：桜井侑斗
- 声：中村優一

ゼロガッシャーによる斬撃とプロレス技を主体とした扱いやすいアルタイルフォームと、スピードが落ちるものの高い防御力と攻撃力、遠近問わない技を持つベガフォームによりステージを問わず扱いやすいキャラクター。
仮面ライダーガタック（『仮面ライダーカブト』）
- 登場形態：マスクドフォーム、ライダーフォーム
- 超必殺技：ガタックダブルカリバー乱舞（ライダーフォーム）
- マシン：ガタックエクステンダー エクスモード
- 変身者：加賀美新
- 声：佐藤祐基

ライダーフォームでは、カブトより発動時間がやや短いものの「クロックアップ」によって周囲をスローにすることができる。
仮面ライダー威吹鬼（『仮面ライダー響鬼』）
- 超必殺技：音撃射 疾風一閃
- マシン：竜巻
- 変身者：イブキ（和泉伊織）
- 声：渋江譲二

音撃管・烈風による遠距離攻撃と3体のディスクアニマルを用いて戦う。鬼石を敵に打ち込むことで次に行う「音撃射 疾風一閃」の威力を高められる。また、フォームボタンを押し続けることで段階的に技の性能を上げることが可能。
仮面ライダーギャレン（『仮面ライダー剣』）
- 登場形態：ノーマルフォーム
- 最強形態：ジャックフォーム
- 超必殺技：J・バーニングショット（ジャックフォーム）
- マシン：レッドランバス
- 変身者：橘朔也
- 声：天野浩成

ブレイドと同じくラウズカードを使って様々な技を発動できる（数は少なめ）。また、カウンターとして零距離射撃を放つ技も追加されている。
仮面ライダーカイザ（『仮面ライダー555』）
- 超必殺技：サイドバッシャーバトルモード
- マシン：サイドバッシャー
- 変身者：草加雅人
- 声：村上幸平

固有能力の「呪われたベルト」は超必殺ゲージが減少する代わりに必殺技の威力を強化する。超必殺技発動でサイドバッシャー バトルモードに搭乗し、技パターンが大きく変化する。
サイドバッシャーバトルモードはバイクが変形したパワードスーツという特性上、タイムアップ時にサイドバッシャー変形解除→バイクから降りるというモーションが入る。また、バイク搭乗もしくはダブルライダーキック発動時に強制的に変身が解除される。
仮面ライダーナイト（『仮面ライダー龍騎』）
- 登場形態：ノーマル
- 最強形態：サバイブ
- 超必殺技：疾風断（サバイブ）
- マシン：ライドシューター（ノーマル） / ダークレイダー バイクモード（サバイブ）
- 変身者：秋山蓮
- 声：松田悟志

連続攻撃と空中戦を得意とするライダー。龍騎と同じく、契約モンスターのダークウイングを召喚することができる。ちなみに超必殺技は龍騎では実装されなかった、バイクに乗っての突撃となっている。
仮面ライダーG3-X（『仮面ライダーアギト』）
- 超必殺技：GX-05&GXランチャー
- マシン：ガードチェイサー
- 装着者：氷川誠

6種類の携行武器を切り替えながら戦うライダー。必殺技やダッシュ攻撃などで切り替えることができ、通常攻撃は装備中の武器によって変化する。実質、必殺技相当の攻撃を通常攻撃で放てるキャラ。
銃火器には弾数制限が存在するが、武器を変更する度に最大まで回復する他、超必殺技発動後は無制限になる。
仮面ライダーBLACK RX（『仮面ライダーBLACK RX』）
- 登場形態：RX、ロボライダー、バイオライダー
- 超必殺技：リボルクラッシュ（RX）
- マシン：アクロバッター
- 変身者：南光太郎
- 声：倉田てつを

時間経過で「サンバスクゲージ」が溜まっていき、ゲージが最大の状態では敵に倒されても半分の体力で復活することができる（ロボ、バイオライダー時は無効でゲージも回復しない）。ロボライダーの必殺技「ハードショット」やバイオライダーの必殺技「スパークカッター」では攻撃がガードされなければ決めポーズを取り、超必殺技の「リボルクラッシュ」は技の後の決めポーズと同時に相手が爆発という本編の演出が再現されている。また、超必殺形態に移行すると、RXからフォームチェンジできなくなる代わりにリボルケインを常時装備している状態となり、通常攻撃のモーションが変化し、△+○必殺技のリボルクラッシュの発動前モーションが一部短縮される。
各フォームの変身時、他に比べると長い変身ポーズをとるが、キャンセル可能である。なお、変身ポーズ中は続けてフォームチェンジできない代わりに無敵状態となっている。また、液状化中のバイオライダーも無敵である。
仮面ライダーBLACK（『仮面ライダーBLACK』）
- 超必殺技：ライダーパンチ&ライダーキック
- マシン：バトルホッパー
- 変身者：南光太郎
- 声：倉田てつを

徒手空拳を駆使して戦うライダー。変身ボタンを一定時間押し続けて「バイタルチャージ」を行うことでベルトが発光し、任意に解放することができる（チャージ中も移動などは可能だが、途中でチャージが遮られるとやり直しになる）。これにより必殺技が強化され、発動時間も短縮される。なお、超必殺技を放った後は自動で解放状態になる。なお、超必殺技はパンチとキックで2回ムービー演出が入るという珍しいタイプとなっている。
仮面ライダースーパー1（『仮面ライダースーパー1』）
- 超必殺技：スーパーライダー月面キック
- マシン：ブルーバージョン
- 変身者：沖一也
- 声：根本幸多

ファイブハンドの切り替えによって多彩な技を使用できる。□長押し、△、○、△+○の4つの必殺技を全て途切れず連携させると「梅花の型」が使用可能。
スカイライダー（『仮面ライダー（スカイライダー）』）
- 登場形態：強化後
- 超必殺技：ライダーブレイク
- マシン：スカイターボ
- 変身者：筑波洋

空中でホバリングできる「セイリングジャンプモード」に切り替えることで、地上から空中へとコンボを繋げて戦うことも可能。
仮面ライダーストロンガー（『仮面ライダーストロンガー』）
- 登場形態：ノーマル
- 最強形態：チャージアップ
- 超必殺技：超電子ドリルキック&超電三段キック（チャージアップ）
- マシン：カブトロー
- 変身者：城茂

敵を倒すと電気エネルギーがチャージされていき、3段階までパワーアップする。パワーアップ後はより強力な必殺技が使用可能となる。ちなみに、ファイズ同様チャージ状況と強化解除までの時間が視認できる。
仮面ライダーアマゾン（『仮面ライダーアマゾン』）
- 超必殺技：スーパー大切断
- マシン：ジャングラー
- 変身者：アマゾン（山本大介）

ベルトの「コンドラー」から伸びるロープを用いた特殊な技を使用でき、その場で薬草を煎じることで体力を回復することも可能。当てれば空中で終了する技が多く、通常攻撃も含めて空中攻撃を維持しやすいという特性がある。
仮面ライダーX（『仮面ライダーX』）
- 超必殺技：真空地獄車&地獄車キック(マーキュリー回路全開)
- マシン：クルーザー
- 変身者：神敬介

4種の武器に変形する「ライドル」を駆使し、状況を選ばない戦い方が可能。超必殺技発動でマーキュリー回路が全開になり、技パターンが変化する。
仮面ライダーV3（『仮面ライダーV3』）
- 超必殺技：V3フル回転キック
- マシン：ハリケーン
- 変身者：風見志郎

セルメダルやAP同様、攻撃を当てることで上昇する「ダブルタイフーンゲージ」を溜めることで、「26の秘密」の中から原作未使用のものを含む様々な能力や技を発揮することができる。
仮面ライダー1号 / 本郷猛（『仮面ライダー』）
- 登場形態：本郷猛、旧1号、新1号
- 超必殺技：変身（本郷猛） / ライダーキック（旧1号、新1号）
- マシン：新サイクロン号
- 変身者：本郷猛
- 声 - 藤岡弘、

出撃時に「本郷猛」からか「1号」からかを選択できる。本郷は超必殺技ゲージが溜まりやすく、超必殺技を使うことで新1号に変身し、体力が全回復する。ただし、変身すると新1号から本郷に戻ることはできない。
1号は「技の1号」の名の通りに多彩な必殺技を持つ。「格闘技スタイル」と「投げ技スタイル」を切り替えることができ、10種類以上の技を繋げることが可能。モード切替時に地上・空中でそれぞれ異なる技を発動する。超必殺技はパンチやチョップなどの連続攻撃の後にライダーキックを決める。
通常時は新1号だが、1号再現ミッション「怪奇蜘蛛男」・救出ミッション「復活の蜘蛛男」でのみ旧1号に変化する。性能や技などは新1号と同様。
本郷猛（ショッカー戦闘員変装Ver）（『仮面ライダー』）
- マシン：ショッカーのバイク
- 声 - 藤岡弘、

初回生産特典のプロダクトコードを入力することで使用可能。徳田新之助と同様、レベルは99で固定となっている。攻撃は大したものはないが、フィギュアを装備することはできる。
仮面ライダー2号（『仮面ライダー』）
- 登場形態：新2号
- 超必殺技：ライダーパンチ
- マシン：新サイクロン号
- 変身者：一文字隼人

「力の2号」の名の通りにパワフルな技を多く持つ。ライダーパンチを局面に応じて使い分けられるほか、各必殺技はタイミングを合わせて追加入力すると技が強化される特性を持つ（成功するとベルトが光って効果音が鳴る）。超必殺技はパンチや回し蹴りなどの連続攻撃を叩き込んだ後にライダーパンチを放つ。

#### その他の仮面ライダー（創生）
タッグパートナーに設定可能（◎）、または敵対（×）するライダー。（△）はディエンドのカメンライドでのみ召喚される。
白い魔法使い（『仮面ライダーウィザード』）（×）
- 変身者：笛木奏
- 声：髙階俊嗣

一部のミッションではある程度体力が減ると、ハーメルケインを装備してパワーアップする。
仮面ライダーサガ（『仮面ライダーキバ』）（△）

仮面ライダードレイク（『仮面ライダーカブト』）（△）
- 登場形態：ライダーフォーム

デルタとともに召喚される。
仮面ライダーサソード（『仮面ライダーカブト』）（△）
- 登場形態：ライダーフォーム

仮面ライダーデルタ（『仮面ライダー555』）（△）
ドレイクとともに召喚される。
仮面ライダーサイガ（『劇場版 仮面ライダー555 パラダイス・ロスト』）（△）

仮面ライダーG3（『仮面ライダーアギト』）
- マシン：ガードチェイサー
- 装着者：氷川誠

アギト再現ミッション「戦士の覚醒」のムービーでのみ登場。
仮面ライダーZX（『仮面ライダーZX』）（◎）
- 変身者：村雨良

素早い動きと十字手裏剣などの特殊攻撃武器を使用し、「忍者ライダー」の異名に相応しい変幻自在な攻撃を繰り出す。
ライダーマン（『仮面ライダーV3』）（◎）
- 変身者：結城丈二

声：平野正人
右腕のカセットアームを切り替えて、敵を引き寄せたり捕縛するなどトリッキーな技を使う。

#### その他の味方キャラクター（創生）
ユルセン（『仮面ライダーゴースト』）
- 声：悠木碧

デネブ（『仮面ライダー電王』）
- 声：大塚芳忠

#### 怪人（創生）

##### ボス（創生）
ハートロイミュード（『仮面ライダードライブ』）
- 登場形態：進化態、超進化態
- 変異者：ハート
- 声：蕨野友也

一部のミッションではある程度体力が減ると、超進化態になってパワーアップする。重加速を発動し、こちらの動きを鈍らせることが可能。
リブラ・ゾディアーツ（『仮面ライダーフォーゼ』）
- 変異者：速水公平

一部のミッションではある程度体力が減ると、マントを脱ぎ捨ててパワーアップし、偽フォーゼへの変身も行う。
カザリ（『仮面ライダーオーズ/OOO』）
- 登場形態：不完全体、完全体

一部のミッションではある程度体力が減ると、完全体になってパワーアップする。
ナスカ・ドーパント（『仮面ライダーW』）
- 変異者：園崎霧彦

ストーリーミッション「Tの策略/ドーパントの猛襲」にのみ登場する。
タブー・ドーパント / Rナスカ・ドーパント（『仮面ライダーW』）
- 変異者：園咲冴子

一部のミッションではある程度体力が減ると、Rナスカ・ドーパントになってパワーアップする。
ジャガーロード（『仮面ライダーアギト』）
- 登場個体：パンテラス・ルテウス

ズ・ゴオマ・グ（『仮面ライダークウガ』）
- 登場形態：通常体

シャドームーン（『仮面ライダーBLACK』）
- 変異者：秋月信彦
- 声：てらそままさき

本作では創世王が彼の遺体に憑依した状態。一部のミッションではサタンサーベルに加えて『RX』のシャドーセイバーを装備して戦う。
クモ怪人（『仮面ライダーBLACK』）

カメバズーカ（『仮面ライダーV3』）

蜘蛛男（『仮面ライダー』）

レッドシャドームーン（『仮面ライダーバトル ガンバライジング』）
- 声：てらそままさき

死んだ状態から復活し、創世王の意識を吸収して進化した姿。

##### 戦闘員（創生）
下級ロイミュード（『仮面ライダードライブ』）
- 登場個体：ロイミュード029（コブラ型）、ロイミュード042（スパイダー型）、ロイミュード088（バット型）

原作では1体ずつだったが、今作では何体も登場する。
黒影トルーパー（『仮面ライダー鎧武/ガイム』）
- 登場形態：マツボックリアームズ、スイカアームズ
- マシン：チューリップホッパー (マツボックリアームズ)

マツボックリアームズにはアームズウェポンの影松で攻撃してくるタイプ、火炎放射器で攻撃してくるタイプ、ロックビークルのチューリップホッパーに搭乗するタイプ、スイカアームズ鎧モードに搭乗するタイプの4つが存在。
ブレンチシェイド (『仮面ライダーオーズ/OOO』)
- 登場形態：ガタキリバコンボ

特定ステージにのみ登場する仮面ライダーオーズの分身体。
チャップ（『仮面ライダーBLACK RX』）

コンバットロイド（『仮面ライダーZX』）

ドグマファイター（『仮面ライダースーパー1』）
- マシン：ドグマのバイク

アリコマンド（『仮面ライダー（スカイライダー）』）

ブラックサタン戦闘員（『仮面ライダーストロンガー』）

黒ジューシャ（『仮面ライダーアマゾン』）

GOD戦闘工作員（『仮面ライダーX』）

デストロン戦闘員（『仮面ライダーV3』）

ショッカー研究員（『仮面ライダー』）
ストーリーモードのミッションに登場。一定時間内に倒すことで、タイムサバイバルモードが解放される。どこにいるかは、マップ上のショッカーのマークで分かる。
分身シャドームーン
レッドシャドームーンが生み出した多数の分身。

##### その他の敵キャラクター（創生）
創世王（『仮面ライダーBLACK』）
『創生』の黒幕。
ショッカー首領（『仮面ライダー』）
- 声：関智一

1号再現ミッション「怪奇蜘蛛男」でのムービーでのみ登場。

## その他の声優
- 神奈延年（仮面ライダースカルの声）
- 能澤章宏（仮面ライダーキバの声）（『II』まで）
- 粕谷雄太（仮面ライダー電王（良太郎）の声）
- 赤羽根健治（仮面ライダーゼロノスの声）（『II』まで）
- 滝下毅（仮面ライダーカブトの声）
- 山本圭一郎（仮面ライダー響鬼の声）（『II』まで）
- 金本涼輔 （仮面ライダー威吹鬼の声）（『II』まで）
- 笹井雄吾 （乱れ童子の声）
- 小川慎太郎（ホースオルフェノクの声）
- 会一太郎（仮面ライダーファイズの声）（『初代』のみ）
- 阿座上洋平（仮面ライダーカイザの声） （『II』まで）（仮面ライダーG3-Xの声） （『創生』より）
- 三浦祥朗（仮面ライダーナイトの声）（『II』まで）
- 三宅淳一（仮面ライダーG3-Xの声）（『II』まで）
- 松原大典（仮面ライダークウガの声）
- 島﨑信長（ン・ダグバ・ゼバの声）
- 酒井凜太朗（アルビノジョーカーの声） （『II』まで）
- 川上晃二（『II』より）
- 清水浩智（仮面ライダーG4の声）（『II』より）
- 宮崎寛務（『II』より）
- 秋山幸輝（『創生』より）
- 麻生智久（仮面ライダーXの声）（『創生』より）
- 荒井聡太（『創生』より）
- 新井良平（『創生』より）
- 飯塚昭三（創世王の声）（『創生』より）
- 石原朋典（仮面ライダーW（フィリップ）の声）（『創生』より）
- 金光祥浩（スカイライダーの声）（『創生』より）
- 斉藤佑圭（タブー・ドーパント、Rナスカ・ドーパントの声）（『創生』より）
- 田中大文（仮面ライダーV3の声）（『創生』より）
- 深川和征（『創生』より）
- 服巻浩司（『創生』より）
- 藤本たかひろ（仮面ライダー2号の声）（『創生』より）
- 堀之紀（仮面ライダーZXの声）（『創生』より）
- 堀曜宏（仮面ライダーフォーゼの声）（『創生』より）
- 増尾興佑（仮面ライダーキバの声）（『創生』より）
- 森岳志（仮面ライダーストロンガーの声）（『創生』より）
- 山田真一（仮面ライダーアマゾンの声）（『創生』より）

## 登場ステージ
ミッションごとに用意されているフィールド。ミッションによっては同じステージを使い回しているが、目的地やルート、ボスが登場する場所が異なる。なお、マップは『II』までは自分の周囲が表示されていたが『創生』では常時全体が表示されるようになった。
『初代』から『II』まで登場
これらのステージはムネモシュネを除いて『II』にも引き続き登場するが、『II』では野外エリアに「夕方」や「夜」などの時間帯の概念が追加された。
荒地
麓の寂れた砕石所と岩山で構成される。地形はシンプルで、岩山は「8」の字型に何度か東西に分岐している。マップ東側には細い隠し通路があり、ミッションによっては脱出時に複数のバイクサークルが設置してあったり、このルートを通ることで貴重なアイテムを入手できることもある。主に岩山の頂上、分岐道の曲がり角、山を登り始めるエリアでボスと戦う。
都会
ビルとハイウェイに囲まれた土地。フィールド自体は広大だが、外周以外はほぼ行き止まりがないので、マップの方角さえ理解できていれば目的地に容易に行くことが可能。大半のミッションではマップの各所でエネルギーポッドなどの目的を完遂する必要がある。主に北端の建物二階の広場、中央の広場がボスとの対戦エリアになる。
学園
学校の外周と中庭を探索する。校門や花畑、ごみ捨て場など細部まで演出されているが、敷地の外や校舎内に入ることは不可能。ほとんどの場合、後述の「月面」と繋がっている。主に外周を回っているときにボスが足止めとして現れることが多い。
月面（ドーム）
他のステージから転送されて到達する月面に設置された基地。巨大な2つのドーム状の空間を坂道で繋いでいるというシンプルな構造。ガラス張りの壁からは、宇宙に浮かぶ地球と基地に添えられた巨大なソーラーパネルが確認できる。上部のドームはほぼ必ずボスとの対戦エリアになる。
倉庫
湾岸のコンビナート。倉庫やコンテナに挟まれた通路を使う。倉庫は階段で2階に繋がっており（緩やかなのでバイクでも昇降可能）、隣の倉庫と繋がっていたりと立体的な構造で登場するマップの中では最も複雑。ミッションによっては一部の倉庫は「メモリーエネルギー」の戦闘員が大量に発生する足止めトラップが働き、時間制限がある時には厄介（マップでも予測地点として表示されない場合が多い）。
山岳
自然に囲まれた地形。主にボスやエネルギーポッドがある複数のフィールドを細い道で繋いだような場所で、繋がりが複雑なので倉庫ほどではないが迷いやすい。加えてミッションによってはポッドを破壊したりすると濃霧が発生して視界を遮るトラップもある。ちなみに北東にある河川は、遠距離武器があれば対岸の敵に攻撃できる。
雪山
常に吹雪いているエリア。吹雪で視界が悪いが、マップは「へ」の字の一本道という短調なもので、何度も同じ場所を往復することが多い。またダグバ戦では専用のステージが存在し、こちらはアイテムボックスが端にある広大な戦闘フィールド。
外郭放水路
首都圏外郭放水路のようなコンクリートで囲まれた地下空間。東側の広大なフィールドの南東を西側の連絡路で繋いているというシンプルな地形。ボスとの対戦は西側全体か東側全体で戦う。東側には巨大な支柱が立ち並んでいて敵の攻撃を防ぐ防壁になるが、こちらも敵を視界から逃してしまう危険がある。
ムネモシュネ
最終ステージ。ムネモシュネを中央に添え、石柱に囲まれた円形のバトルフィールド。
『II』のみ登場
イエヤスの居城
『天下分け目のMOVIE大合戦』に登場した日本の城。
エメラルド城
『in Magic Land』に登場した城。こちらは屋内でエリアが部屋や廊下で区切られている。
月面
『みんなで宇宙キターッ!』でグランダインたちとフォーゼが戦ったエリア。上記のドームではなく、完全な月面の地表で戦う。
江戸の城下町
『将軍と21のコアメダル』に登場したステージ。
風都タワー展望台
『運命のガイアメモリ』に登場した風都タワー上層部。なぜか周囲は黒雲が立ち込めている。
崖
荒れ地とは違うエリア。なお、「イエヤスの居城」とこのステージは、特定の攻略ではステージのどこかに緑のサークルが発生、そこでジャンプすると高低差を越えて別の場所にワープする仕掛けがある。
『創生』のみ登場
『初代』から『II』までのステージは全て削除され、全ステージが完全新規のものとなった。
街
アリーナ
教会
クウガの原作専用ミッション「変身」でのみ登場。
廃墟
埠頭
地下駐車場
ヘルヘイムの森
ショッカー本拠地
廃工場
採石場
時の狭間
ミッション「急襲 シャドームーン」と「踏み沈める悪魔」でのみ登場。
ゴルゴム神殿
最終ステージ。ミッション「終止符」でのみ登場。巨大な2つの地形を坂道で繋いでいるという、前作までの月面（ドーム）のようなシンプルな構造のステージ。

## 用語
鳥籠
『初代』で仮面ライダーたちの精神を閉じ込めている仮想世界の正体。
ムネモシュネ
「記憶を司る女神」の名を持つ「鳥籠」の中枢部でカラスの最終目的。正八方体のオブジェの形状をし、カラスの翼に似た形状のバリアで防護されている。その力を利用したカラスによって具現化したライダーが防衛したりと本体自身の攻撃能力は皆無だが、最終ミッションではこれを破壊することが目的であり、事実上の最終ボス。
C.O.M.
正式名称は『Cage of Memory（記憶の檻）』。人間の精神を仮想空間（鳥籠）に隔離する技術を研究していた秘密組織。カラスこと辛島と、とある女性が中核スタッフとして携わっていた。
本来は人間の精神についての研究を専門とする医療施設であったが、スポンサーである財団Xからの援助が打ち切られかけたことをきっかけに、その研究目的は仮想空間に閉じ込めた人間の精神を操作・改竄し支配するという歪んだものへと変貌していった。
財団X
『W』〜『フォーゼ』に登場した組織。『初代』の「C.O.M.」のスポンサーとして名前が登場するが、直接関わることはない。

## バグ
通常、中ボスやボスに該当する敵は体力がなくなった状態で接近すると必殺技を促す「FINISH」のアイコンが出現する。しかし、電王 ガンフォームのワイルドショットなど、超遠距離から攻撃し続けて「FINISH」アイコンを出現させずに無理矢理撃破してしまった場合、移動とセレクト画面のコマンドしか受け付けず、攻撃不能になってしまうバグが発生する（一度ミッションをリタイヤして離脱すると解消される）。

## 主題歌
『初代』
「Go get‘em」
作詞：藤林聖子 / 作曲・編曲：鳴瀬シュウヘイ / 歌：KAMEN RIDER GIRLS
CDには、初回封入特典としてフィギュア「仮面ライダーウィザード オールドラゴン」のダウンロードコードが封入されている。それ以外の手段では獲得できないが、フィギュア取得率には影響しない。
『II』
「Break the shell」
作詞：藤林聖子 / 作曲・編曲：鳴瀬シュウヘイ / 歌：KAMEN RIDER GIRLS
CDには、初回封入特典としてフィギュア「仮面ライダー鎧武&仮面ライダーバロン」のダウンロードコードが封入されている。
『創生』
「Colorless Images」
作詞・作曲：H.Hayama / 歌：Tourbillon
CDには、期間限定封入特典としてフィギュア「仮面ライダーゴーストVSレッドシャドームーン」のダウンロードコードが封入されている。

## サウンドエディション収録曲
「II」は『プレミアムTV&MOVIEサウンドエディション』にも収録された楽曲。
「創」は『メモリアルTVサウンドエディション』にも収録された楽曲。
プレミアムTVサウンドエディション（『初代』）
仮面ライダークウガ
- 仮面ライダークウガ! II 創
歌：田中昌之
- 戦士 創
作曲：佐橋俊彦

仮面ライダーアギト
- 仮面ライダーAGITO 創
歌：石原慎一
- DEEP BREATH
歌：RIDER CHIPS Featuring ROLLY

仮面ライダー龍騎
- Alive A life 創
歌：松本梨香
- 果てなき希望
歌：きただにひろし

仮面ライダー555
- Justiφ's 創
歌：ISSA
- The people with no name
歌：RIDER CHIPS Featuring m.c.A・T

仮面ライダー剣
- Round ZERO〜BLADE BRAVE
歌：相川七瀬
- ELEMENTS II 創
歌：RIDER CHIPS Featuring Ricky

仮面ライダー響鬼
- 輝 II
作曲：佐橋俊彦
- 少年よ
歌：布施明

仮面ライダーカブト
- NEXT LEVEL II 創
歌：YU-KI
- FULL FORCE
歌：RIDER CHIPS

仮面ライダー電王
- Climax Jump 創
歌：AAA DEN-O form
- Double-Action
歌：野上良太郎&モモタロス（C.V.佐藤健・関俊彦）

仮面ライダーキバ
- Break the Chain II 創
歌：Tourbillon
- Supernova II
歌：TETRA-FANG

仮面ライダーディケイド
- Journey through the Decade II 創
歌：Gackt
- DECADE
作曲：鳴瀬シュウヘイ、中川幸太郎
- Ride the Wind
歌：門矢士（C.V.井上正大）

仮面ライダーW
- W-B-X 〜W-Boiled Extreme〜 II 創
歌：上木彩矢 w TAKUYA
- Extreme Dream II
歌：Labor Day

仮面ライダーオーズ/OOO
- Anything Goes! II 創
歌：大黒摩季
- Time judged all
歌：火野映司×アンク（C.V.渡部秀・三浦涼介）

仮面ライダーフォーゼ
- Switch On! II 創
歌：土屋アンナ
- ENDLESS PLAY
歌：Astronauts feat.SHINA

仮面ライダーウィザード
- Life is SHOW TIME II 創
歌：鬼龍院翔 from ゴールデンボンバー
- Just The Beginning
歌：KAMEN RIDER GIRLS
- BEASTBITE 創
歌：RIDER CHIPS

プレミアムTV&MOVIEサウンドエディション（『II』）
仮面ライダークウガ
- 激闘
作曲：佐橋俊彦

仮面ライダーアギト
- 仮面ライダーAGITO 24.7 Version
歌：石原慎一

仮面ライダー龍騎
- Alive A life-Advent Mix-
歌：松本梨香
- Revolution 創
歌：きただにひろし

仮面ライダー555
- Justiφ's-Accel Mix-
歌：ISSA
- E.G.O～eyes glazing over～
歌：ICHIDAI

仮面ライダー剣
- take it a try
歌：相川始（C.V.森本亮治）

仮面ライダー響鬼
- Flashback
歌：Rin' featuring m.c.A・T
- 無敵の戦士
作曲：佐橋俊彦

仮面ライダーカブト
- ONE WORLD
歌：吉川晃司
- LORD OF THE SPEED 創
歌：RIDER CHIPS featuring 加賀美新（C.V.佐藤祐基）

仮面ライダー電王
- Climax Jump DEN-LINER form
歌：モモタロス・ウラタロス・キンタロス・リュウタロス（C.V.関俊彦・遊佐浩二・てらそままさき・鈴村健一）
- Real-Action
歌：野上良太郎（C.V.佐藤健）
- 夢で逢えたなら…
歌：175R

仮面ライダーキバ
- Circle of Life
歌：Crimson-FANG

仮面ライダーディケイド
- The Next Decade
歌：GACKT
- Treasure Sniper 創
歌：海東大樹（C.V.戸谷公人）

仮面ライダーW
- W (ダブル) 
歌：松岡充

仮面ライダーオーズ/OOO
- POWER to TEARER
歌：火野映司（C.V.渡部秀）×串田アキラ
- 将軍様&オーズ～吉宗評判記暴れん坊将軍BGMより～
作曲：菊池俊輔（編曲：中川幸太郎）

仮面ライダーフォーゼ
- COSMIC MIND
歌：Astronauts
- Voyagers
歌：土屋アンナ

仮面ライダーウィザード
- Missing Piece
歌：KAMEN RIDER GIRLS
- The Finale Of The Finale
歌：RIDER CHIPS

仮面ライダー鎧武/ガイム
- JUST LIVE MORE 創
歌：鎧武乃風
- E-X-A（Exciting×Attitude）
歌：KAMEN RIDER GIRLS
- TEPPEN STAR
歌：hitomi

メモリアルTVサウンドエディション（『創生』）
仮面ライダー
- レッツゴー!! ライダーキック
歌：藤浩一
- ライダーアクション
歌：子門真人

仮面ライダーV3
- 戦え! 仮面ライダーV3
歌：宮内洋

仮面ライダーX
- セタップ! 仮面ライダーX
歌：水木一郎

仮面ライダーアマゾン
- アマゾンライダーここにあり
歌：子門真人

仮面ライダーストロンガー
- 仮面ライダーストロンガーのうた
歌：水木一郎

仮面ライダー（スカイライダー）
- 燃えろ!仮面ライダー
歌：水木一郎

仮面ライダースーパー1
- 仮面ライダースーパー1
歌：高杉俊介

仮面ライダーBLACK
- 仮面ライダーBLACK
歌：倉田てつを

仮面ライダーBLACK RX
- 仮面ライダーBLACK RX
歌：宮内タカユキ

仮面ライダーアギト
- BELIEVE YOURSELF
歌：風雅なおと

仮面ライダー555
- Dead or alive
歌：石原慎一

仮面ライダー剣
- Rebirth
歌：橘朔也（C.V.天野浩成）

仮面ライダー響鬼
- 始まりの君へ
歌：布施明
- 輝～突風～
作曲：佐橋俊彦

仮面ライダー電王
- Action-ZERO
歌：桜井侑斗&デネブ（C.V.中村優一・大塚芳忠）

仮面ライダーキバ
- Fight for Justice
歌：名護啓介（C.V.加藤慶祐）

仮面ライダーW
- 疾走のアクセル
作曲：鳴瀬シュウヘイ、中川幸太郎
- 運命のジョーカー
作曲：鳴瀬シュウヘイ、中川幸太郎

仮面ライダーオーズ/OOO
- Reverse/Re:birth
歌：伊達明×後藤慎太郎（C.V.岩永洋昭&君嶋麻耶）

仮面ライダーフォーゼ
- Evolvin'Storm
歌：everset

仮面ライダー鎧武/ガイム
- 乱舞Escalation
歌：葛葉紘汰・駆紋戒斗（C.V.佐野岳、小林豊）
- 始動 鎧武
作曲：山下康介

仮面ライダードライブ
- SURPRISE-DRIVE
歌：Mitsuru Matsuoka EARNEST DRIVE
- Full throttle
歌：S.S.P.D.Steel Sound Police Dept.

仮面ライダーゴースト
- 我ら思う、故に我ら在り
歌：氣志團